# Quốc hội Singapore
Quốc hội Singapore là cơ quan lập pháp một viện của Singapore, thực hiện quyền lập pháp cùng với tổng thống Singapore. Được tổ chức theo hệ thống Westminster, Quốc hội gồm những nghị sĩ dân cử (MP), những nghị sĩ không khu vực bầu cử (NCMP) và những nghị sĩ được bổ nhiệm (NMP). Sau cuộc tổng tuyển cử năm 2020, Quốc hội khóa XIV gồm 93 MP (hiện tại 87 MP) và 2 NCMP thuộc ba đảng. Trong nhiệm kỳ của mỗi khóa Quốc hội, chín NMP được tổng thống bổ nhiệm mỗi hai năm.
Chủ tịch Quốc hội có nhiệm vụ quản lý Quốc hội, Ban Thư ký Quốc hội và chủ trì các phiên họp Quốc hội. Lãnh đạo Quốc hội là một nghị sĩ do thủ tướng chỉ định để sắp xếp chương trình nghị sự của tại Quốc hội, Lãnh đạo phe đối lập là nghị sĩ lãnh đạo đảng lớn nhất không nằm trong chính phủ. Ủy ban chuyên trách của Quốc hội gồm những nghị sĩ, có nhiệm vụ thực hiện một số công việc của Quốc hội. Ủy ban chuyên trách thường trực có nhiệm vụ thực hiện những công việc thường trực, và các ủy ban đặc biệt được Quốc hội thành lập để giải quyết các vấn đề như nghiên cứu chi tiết các dự luật. Ngoài ra, một số nghị sĩ ghế sau được Đảng Hành động Nhân dân, đảng cầm quyền trong Quốc hội, lựa chọn tham gia vào các ủy ban nghị sự chính phủ, có chức năng thẩm tra chính sách, chương trình và dự luật của chính phủ.
Quốc hội Singapore có nhiệm vụ làm luật, kiểm soát tài chính nhà nước và giám sát chính phủ. Nhiệm kỳ của mỗi khóa Quốc hội là năm năm. Phải tổ chức tổng tuyển cử trong ba tháng sau khi Quốc hội hết nhiệm kỳ.
Số lượng nghị sĩ tối thiểu để tiến hành biểu quyết tại Quốc hội là một phần tư tổng số nghị sĩ, không bao gồm chủ tịch Quốc hội. Một nghị sĩ bắt đầu cuộc tranh luận bằng cách trình kiến nghị và phát biểu giải thích lý do trình kiến nghị đó. Sau đó, chủ tịch Quốc hội (hoặc chủ nhiệm, nếu Quốc hội họp theo hình thức ủy ban) sẽ đưa ra kiến nghị dưới dạng câu hỏi, sau đó những nghị sĩ khác có thể tranh luận về kiến nghị đó. Sau đó, nghị sĩ trình kiến nghị có thể thực hiện quyền trả lời. Khi cuộc tranh luận kết thúc, chủ tịch Quốc hội sẽ đưa câu hỏi về kiến nghị này ra Quốc hội biểu quyết. Việc biểu quyết thường được thực hiện bằng lời nói và chủ tịch Quốc hội đánh giá có bao nhiêu nghị sĩ biểu quyết tán thành hay không tán thành kiến nghị này. Biểu quyết chỉ được thực hiện theo hình thức điểm danh nếu có yêu cầu.
Từ năm 1955 đến năm 1999, Quốc hội Singapore họp tại Nhà Quốc hội cũ. Hiện tại, Quốc hội họp tại Nhà Quốc hội.

## Lịch sử

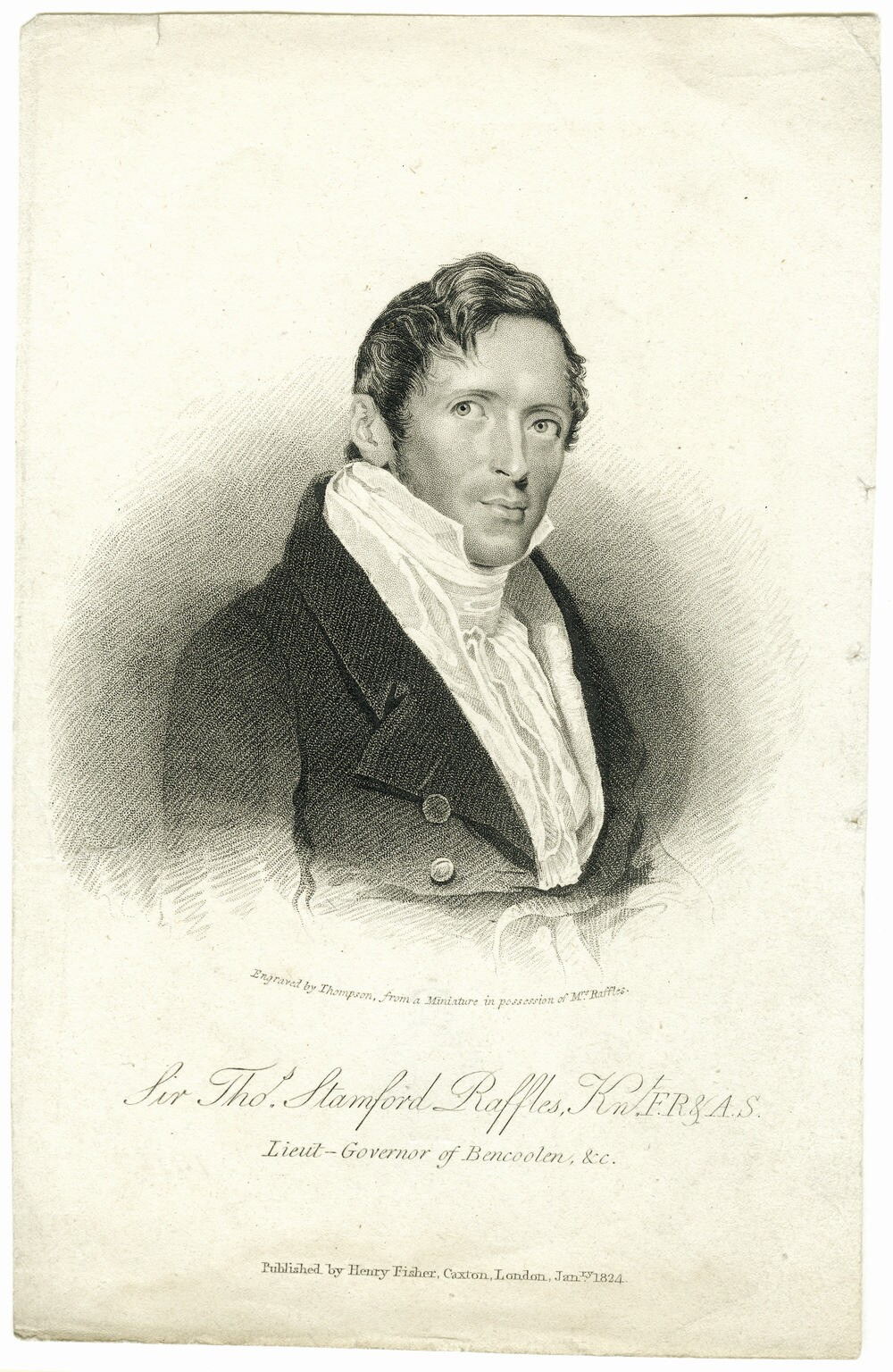
Ngài Stamford Raffles, được công nhận là người sáng lập Singapore hiện đại

Ngày 6 tháng 2 năm 1819, Vua Johor Hussein Shah và Temenggung Johor Abdul Rahman Sri Maharajah ký một thỏa thuận với Ngài Stamford Raffles đại diện cho Công ty Đông Ấn Anh, cho phép thành lập một cảng trung chuyển tại hòn đảo Singapore. Raffles đặt Singapore dưới quyền kiểm soát của Bencoolen (nay là Bengkulu, Indonesia), nơi ông là phó thống đốc. Bencoolen là một phần của quận Bengal thuộc Anh nên chỉ thống đốc Bengal có quyền ban hành luật cho Singapore.
Ngày 24 tháng 6 năm 1824, Singapore cùng với Melaka được chuyển giao cho Công ty Đông Ấn Anh, trở thành lệ thuộc vào Calcutta (nay là Kolkata), thủ phủ của quận Bengal. Ngày 19 tháng 11 năm 1824, Vua Johor và Temenggung Johor ký một điều ước nhường Singapore cho Công ty Đông Ấn Anh. Năm 1826, Công ty Đông Ấn Anh hợp nhất Melaka, Penang và Singapore thành Các khu định cư Eo biển, thủ phủ là Penang. Quyền ban hành luật cho Các khu định cư Eo biển thuộc về chính quyền thuộc địa Ấn Độ và Quốc hội Anh; chính quyền địa phương chỉ được ban hành quy định về những mức thuế, thuế quan mà Các khu định cư Eo biển được áp.
Nhằm cắt giảm chi phí, Công ty Đông Ấn Anh sáp nhập Các khu định cư Eo biển và quận Bengal vào ngày 20 tháng 6 năm 1830. Năm 1833, Quốc hội Anh thông qua luật thành lập một chính quyền thuộc địa cho toàn Ấn Độ do toàn quyền đứng đầu. Toàn quyền Ấn Độ nắm độc quyền ban hành luật cho Các khu định cư Eo biển. Tuy nhiên, chính quyền thuộc địa chậm giải quyết những vấn đề của Các khu định cư, ví dụ như hệ thống tòa án không hiệu quả và việc Các khu định cư không được cử đại diện vào hội đồng lập pháp thuộc địa. Thương gia và những nhân vật có ảnh hưởng khác bắt đầu vận động chính phủ Anh trực tiếp quản lý Các khu định cư. Ngày 1 tháng 4 năm 1867, Các khu định cư được tách khỏi Ấn Độ, trở thành một thuộc địa vương thất dưới sự kiểm soát của Bộ Thuộc địa.

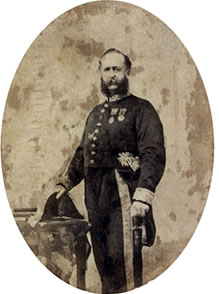
Thiếu tướng Ngài Harry Ord, thống đốc đầu tiên của Các khu định cư Eo biển từ năm 1867 đến năm 1873 sau khi Các khu định cư trở thành một thuộc địa vương thất.

Ngày 4 tháng 2 năm 1867, Các khu định cư Eo biển được cấp hiến pháp thuộc địa. Thống đốc Các khu định cư Eo biển là người đứng đầu thuộc địa với sự giúp đỡ của Hội đồng Hành chính và Hội đồng Lập pháp. Hội đồng Hành chính gồm thống đốc, sĩ quan chỉ huy quân đội ở Các khu định cư Eo biển và sáu quan chức cấp cao. Hội đồng Lập pháp thực quyền lập pháp, gồm Hội đồng Hành chính và chánh án, được gọi chung là các thành viên chính thức, và bốn thành viên không chính thức do thống đốc bổ nhiệm. Vì số lượng thành viên chính thức nhiều hơn số lượng thành viên không chính thức nên họ và thống đốc nắm quyền kiểm soát Hội đồng Lập pháp. Thống đốc có quyền biểu quyết quyết định. Thống đốc thường đề xuất luật và quyết định ban hành hoặc phủ quyết các dự luật. Tại Hội đồng Lập pháp, những thành viên chính thức phải ủng hộ thống đốc nhưng những thành viên không chính thức có thể tùy ý phát biểu, biểu quyết. Từ năm 1924, hai thành viên không chính thức của Hội đồng Lập pháp được thống đốc bổ nhiệm vào Hội đồng Hành chính. Ngoài ra, số lượng thành viên Hội đồng Lập pháp tăng lên 26 người, với số lượng thành viên chính thức và không chính thức bằng nhau. Thống đốc vẫn giữ quyền biểu quyết quyết định. Phòng thương mại Penang và châu Âu mỗi bên bổ nhiệm một thành viên không chính thức, trong khi thống đốc bổ nhiệm những thành viên không chính thức khác trên cơ sở dân tộc: năm người châu Âu, bao gồm một người từ Penang và một người từ Malacca, ba công dân Anh gốc Hoa, một người Mã Lai, một người Ấn Độ và một người Âu Á. Hệ thống này được duy trì cho đến khi Nhật Bản chiếm đóng Singapore vào năm 1942 trong Chiến tranh thế giới thứ hai.
Sau Chiến tranh thế giới thứ hai, Các khu định cư Eo biển bị giải thể và Singapore trở thành một thuộc địa vương thất. Hội đồng Lập pháp được tái lập, gồm bốn thành viên dựa chức từ Hội đồng Hành chính, bảy thành viên chính thức, từ hai đến bốn thành viên không chính thức và chín thành viên dân cử. Thống đốc vẫn giữ quyền phủ quyết và một số quyền hạn nhất định đối với luật pháp. Vì Hội đồng Lập pháp có đa số thành viên chính thức nên bị chỉ trích là không cho người dân địa phương tham gia chính quyền một cách hiệu quả. Do đó, Thống đốc Franklin Charles Gimson thành lập Ủy ban Tái thiết, đề xuất Hội đồng Lập pháp gồm bốn thành viên dựa chức; năm thành viên chính thức; bốn thành viên không chính thức được bổ nhiệm; ba đại diện do Phòng Thương mại Singapore, Phòng Thương mại Trung Quốc và Phòng Thương mại Ấn Độ bổ nhiệm để đại diện cho quyền lợi kinh tế của châu Âu, Trung Quốc và Ấn Độ; và sáu thành viên dân cử được bầu theo phổ thông đầu phiếu, cùng với những nội dung khác. Lần đầu tiên những người không phải là quan chức chiếm đa số trong cơ quan lập pháp. Hiến pháp mới có hiệu lực vào ngày 1 tháng 3 năm 1948. Trong cuộc bầu cử dân chủ đầu tiên của Singapore vào ngày 20 tháng 3 cùng năm, Đảng Tiến bộ giành được ba trong sáu ghế dân cử.
Năm 1951, ba ghế dân cử được bổ sung vào hội đồng. Tháng 2 năm 1954, Ủy ban Hiến pháp Rendel dưới sự chủ trì của George William Rendel, được thành lập để xem xét toàn diện hiến pháp của Thuộc địa Singapore, đưa ra báo cáo khuyến nghị rằng Hội đồng Lập pháp nên được chuyển đổi thành một cơ quan lập pháp gồm 32 thành viên: ba thành viên chính thức dựa chức là bộ trưởng, bốn thành viên không chính thức được bổ nhiệm và 25 thành viên không chính thức dân cử. Ngoài ra, Ủy ban đề xuất thành lập một Hội đồng Bộ trưởng, gồm ba thành viên dựa chức và sáu thành viên dân cử do thống đốc bổ nhiệm theo đề nghị của Lãnh đạo Hội đồng, là lãnh đạo của đảng lớn nhất hoặc liên minh các đảng chiếm đa số trong cơ quan lập pháp. Những khuyến nghị này được thực hiện vào năm 1955. Trong cuộc tổng tuyển cử năm 1955, Mặt trận Lao động giành được đa số ghế trong Hội đồng và David Marshall trở thành thủ hiến Singapore đầu tiên.
Điểm yếu chính của Hiến pháp Rendel là quyền hạn của thủ hiến, các bộ trưởng không được xác định rõ ràng và những thành viên chính thức vẫn nắm quyền kiểm soát lĩnh vực tài chính, hành chính, an ninh nội bộ, luật pháp, dẫn đến xung đột giữa Marshall, người tự coi mình là thủ tướng, và Thống đốc John Fearns Nicoll, người cảm thấy rằng quyền đưa ra các quyết định và chính sách quan trọng thuộc về ông và các thành viên chính thức.

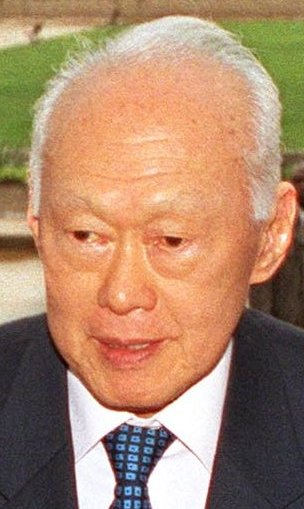
Lý Quang Diệu, thủ tướng đầu tiên của Singapore, năm 2002

Năm 1956, những thành viên Hội đồng Lập pháp tiến hành đàm phán hiến pháp với Bộ Thuộc địa Anh tại Luân Đôn nhưng thất bại vì Marshall không đồng ý với đề xuất của Chính phủ Anh về việc Cao ủy Anh tại Singapore có quyền biểu quyết quyết định trong Hội đồng Quốc phòng, dù cho chỉ thực hiện quyền này trong trường hợp khẩn cấp. Marshall từ chức vào tháng 6 năm 1956 và được Lâm Hữu Phúc thay thế. Năm 1957, Lim dẫn đầu một phái đoàn khác tới Anh để tiếp tục đàm phán về quyền tự quản. Lần này, hai bên đạt được thỏa thuận về thành phần Hội đồng An ninh nội bộ. Những thỏa thuận hiến pháp khác được giải quyết nhanh chóng vào năm 1958. Ngày 1 tháng 8 năm 1958, Quốc hội Anh thông qua Luật Nhà nước Singapore 1958, trao cho Singapore quyền tự quản hoàn toàn. Theo hiến pháp mới của Singapore, có hiệu lực vào ngày 3 tháng 6 năm 1959, Hội đồng Lập pháp gồm 51 thành viên dân cử và chức vụ thống đốc được chức vụ Yang di-Pertuan Negara thay thế, có quyền bổ nhiệm thủ tướng và những bộ trưởng khác theo đề nghị của thủ tướng. Trong cuộc tổng tuyển cử năm 1959, Đảng Hành động Nhân dân giành được 43 trong số 51 ghế trong Quốc hội và Lý Quang Diệu trở thành thủ tướng đầu tiên của Singapore.
Năm 1963, Singapore giành được độc lập từ Anh và gia nhập Malaysia. Trong cơ quan lập pháp liên bang, Singapore được phân bổ 15 nghị sĩ trong số 127 nghị sĩ. Theo hiến pháp bang của Singapore, Singapore được duy trì cơ quan hành chính, hội đồng lập pháp riêng. Ngày 9 tháng 8 năm 1965, Singapore rời khỏi Malaysia và trở thành một nước độc lập. Quốc hội Malaysia tuyên bố từ bỏ quyền lập pháp đối với Singapore. Ngày 22 tháng 12 năm 1965, Quốc hội Singapore thông qua Luật Độc lập Singapore năm 1965, có hiệu lực hồi tố từ ngày 9 tháng 8, tuyên bố quyền lập pháp của Quốc vương, Quốc hội Malaysia đã chấm dứt và chuyển giao cho tổng thống, Quốc hội Singapore.

## Cơ cấu tổ chức

### Nghị sĩ
Quốc hội Singapore gồm một viện với tối đa 105 nghị sĩ theo quy định Hiến pháp Singapore và pháp luật: 93 nghị sĩ dân cử và tối đa 12 nghị sĩ không khu vực bầu cử (NCMP), tối đa chín nghị sĩ được bổ nhiệm (NMP). Sau cuộc tổng tuyển cử 2020, Quốc hội khóa XIV gồm 93 nghị sĩ dân cử  và hai NCMP (Luật Bầu cử Quốc hội sử dụng thuật ngữ "được tuyên bố trúng cử vào Quốc hội").
Khác với nhiều cơ quan lập pháp trên thế giới, Quốc hội Singapore cho phép một nghị sĩ không giữ chức vụ trong Nội các Singapore được có công việc toàn thời gian trong khu vực tư nhân và giữ chức vụ giám đốc, tư vấn tại các công ty tư nhân và tổ chức phi chính phủ. Nhiều nghị sĩ ngoài Nội các làm việc trong khu vực tư nhân hoặc thậm chí sở hữu công ty riêng. Quy định về xung đột lợi ích đối với nghị sĩ không được Quốc hội quy định mà tùy thuộc ở nội quy của các đảng trong Quốc hội. Ví dụ: nội quy của Đảng Hành động Nhân dân quy định nghị sĩ của đảng "không được lợi dụng chức vụ để bảo vệ lợi ích của công ty hoặc vận động chính phủ", tức là không được lợi dụng địa vị để trục lợi.

#### Nghị sĩ dân cử (MP)

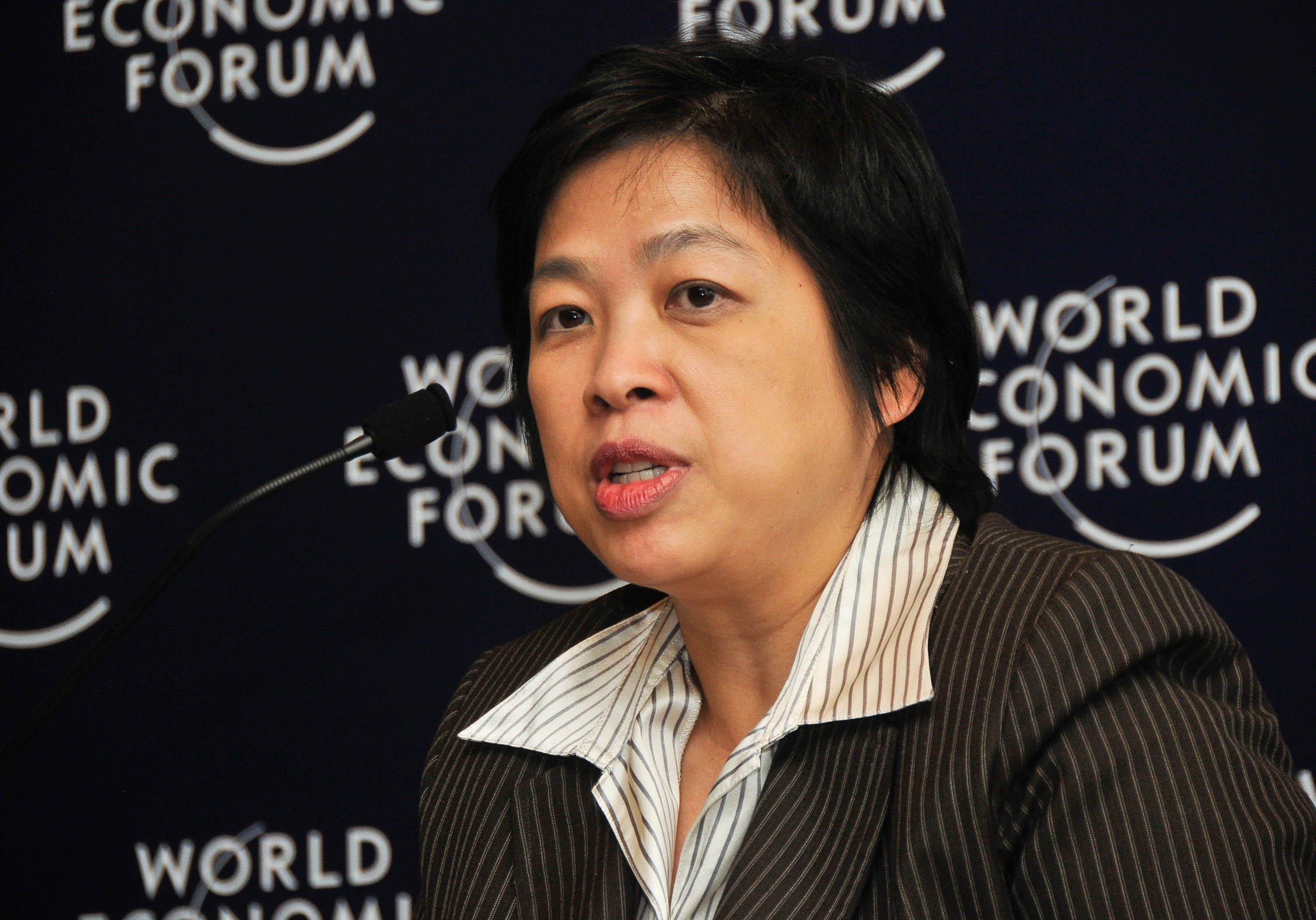
Trần Huệ Hoa, cựu MP, thành viên Văn phòng Thủ tướng, tại Diễn đàn Kinh tế Thế giới ở Seoul, Hàn Quốc, vào ngày 19 tháng 6 năm 2009. Bà là nữ nghị sĩ đầu tiên được bổ nhiệm làm thành viên trong Nội các Singapore.

Trong cuộc tổng tuyển cử năm 2020, Singapore được chia thành 31 khu vực bầu cử. Tên và ranh giới của các khu vực bầu cử do thủ tướng quyết định. Trong số khu vực bầu cử gồm có 14 khu vực bầu cử một thành viên (SMC) và 17 khu vực bầu cử tập thể (GRC). GRC được quy định vào năm 1991 nhằm đảm bảo quyền đại diện của cộng đồng người Mã Lai, người Ấn Độ và những nhóm thiểu số khác trong Quốc hội. Tất cả các ứng cử viên trong GRC phải là thành viên của cùng một đảng hoặc là chính khách độc lập tranh cử theo nhóm, và ít nhất một ứng cử viên phải là người Mã Lai, người Ấn Độ hoặc thuộc những nhóm thiểu số khác. Theo đề nghị của Nội các, Tổng thống tuyên bố những khu vực bầu cử sẽ là GRC; số lượng nghị sĩ (tối thiểu là ba, tối đa là sáu) bầu vào Quốc hội tại mỗi GRC; và liệu những ứng cử viên thiểu số tại mỗi GRC phải là người Mã Lai, người Ấn Độ hay thuộc những nhóm thiểu số khác. Luôn phải có ít nhất tám khu vực bầu cử không phải là GRC và số lượng nghị sĩ được bầu ra tại các GRC không được ít hơn một phần tư tổng số nghị sĩ được bầu ra trong cuộc tổng tuyển cử.
Mỗi SMC bầu ra một nghị sĩ, mỗi GRC bầu ra số nghị sĩ do tổng thống quyết định. Hiện tại, 14 nghị sĩ được bầu ra từ các SMC và 79 nghị sĩ được bầu ra từ các GRC. Bầu cử nghị sĩ được tổ chức theo chế độ đầu phiếu đa số tương đối. Một người không được phép làm nghị sĩ cho hai khu vực bầu cử cùng một lúc.

#### Thành viên được bổ nhiệm

##### Nghị sĩ không khu vực bầu cử (NCMP)

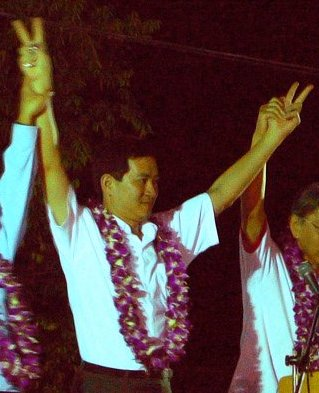
Tạ Kính Phong, một nghị sĩ không khu vực bầu cử từ năm 2001 đến năm 2006, tại một cuộc mít tinh bầu cử của Liên minh Dân chủ Singapore vào ngày 2 tháng 5 năm 2006

Nghị sĩ không khu vực bầu cử (NCMP) được quy định từ năm 1984 nhằm bảo đảm quyền đại diện của những đảng ngoài chính phủ trong Quốc hội. Những đảng đối lập được phân bổ NCMP cho đến khi tổng số nghị sĩ thuộc phe đối lập là 12.
Để được xem xét tuyên bố làm NCMP, một ứng cử viên phải đạt ít nhất 15% tổng số phiếu bầu cử hợp lệ của đơn vị bầu cử. Ứng cử viên đảng đối lập đạt nhiều số phiếu bầu cử nhất sẽ được tuyên bố là NCMP đầu tiên, những ứng cử viên khác được tuyên bố theo thứ tự số phiếu bầu cử. Trường hợp hai ứng cử viên cùng số phiếu bầu cử và số lượng ứng cử viên đảng đối lập vượt quá số lượng NCMP được quy định thì thủ tục như sau:

##### Nghị sĩ được bổ nhiệm (NMP)
Từ năm 1990, hiến pháp Singapore quy định có thể bổ nhiệm lên đến chín nghị sĩ được bổ nhiệm (NMP). Sở dĩ có thay đổi là vì bấy giờ chỉ có hai nghị sĩ thuộc đảng đối lập và chính phủ Singapore muốn lấy ý kiến của những chuyên gia không thể hoặc không muốn tranh cử nghị sĩ.
Trước đây, Quốc hội phải quyết định có bổ nhiệm NMP hay không chậm nhất là sáu tháng họp sau khi họp lần đầu tiên sau tổng tuyển cử. Từ ngày 1 tháng 7 năm 2010, mỗi khóa Quốc hội phải có NMP. Một ủy ban chuyên trách do chủ tịch Quốc hội đứng đầu có nhiệm vụ xem xét những đề nghị bổ nhiệm NMP của công chúng. Ủy ban chuyên trách trình tổng thống bổ nhiệm tối đa chín NMP. Một người được đề cử phải có sự nghiệp công vụ nổi bật, làm rạng danh Singapore hoặc có những cống hiến xuất sắc trong lĩnh vực nghệ thuật, văn học, văn hóa, khoa học, kinh doanh, công nghiệp, kỹ nghệ, xã hội, phục vụ cộng đồng hoặc lao động. Nhiệm kỳ của một NMP là hai năm rưỡi. Hai NMP đầu tiên là bác sĩ tim mạch, Giáo sư Maurice Choo và giám đốc công ty Leong Chee Whye.
NMP có thể tham gia thảo luận, tranh luận nhưng không được biểu quyết về những kiến nghị liên quan tới:
- dự luật sửa đổi hiến pháp;
- dự toán ngân sách nhà nước;
- bỏ phiếu bất tín nhiệm đối với chính phủ; và
- bãi nhiệm tổng thống Singapore.

#### Tiêu chuẩn của nghị sĩ
Người ứng cử, được bổ nhiệm làm nghị sĩ phải:
1. có quốc tịch Singapore;
2. đủ 21 tuổi trở lên vào ngày ứng cử;
3. đăng ký cử tri;
4. thường trú tại Singapore vào ngày ứng cử và đã thường trú tại Singapore ít nhất mười năm trước ngày ứng cử;
5. biết nói, đọc và viết một trong những ngôn ngữ sau đây, trừ phi bị mù hoặc có những bệnh tật khác: tiếng Anh, tiếng Mã Lai, Hán ngữ tiêu chuẩn và tiếng Tamil; và
6. không thuộc những trường hợp không đủ tư cách nghị sĩ được quy định tại điều 45 hiến pháp Singapore.

Điều 45 hiến pháp Singapore quy định những trường hợp không đủ tư cách làm nghị sĩ sau đây:
1. đã bị xác định hoặc tuyên bố là mất trí;
2. phá sản nhưng chưa thanh toán nợ;
3. giữ chức vụ công;
4. không nộp các khoản hoàn trả chi phí bầu cử trong thời hạn, theo cách thức do luật định;
5. đã bị một tòa án tại Singapore hoặc Malaysia kết án và phạt tù từ một năm hoặc phạt tiền từ 2.000 đô la Singapore mà chưa được đặc xá;
6. đã tự nguyện nhập quốc tịch nước ngoài, thực hiện các quyền công dân nước ngoài hoặc tuyên thệ trung thành với nước ngoài; hoặc
7. bị kết án về những tội danh liên quan tới bầu cử Quốc hội hoặc bầu cử tổng thống.

#### Nhiệm kỳ
Nếu một nghị sĩ thuộc một trong những trường hợp không đủ tư cách được nêu trong đoạn 1, 2, 5 hoặc 7 ở trên và nghị sĩ đó có thể kháng cáo quyết định đó thì nghị sĩ đó sẽ ngay lập tức không còn quyền tham dự hoặc biểu quyết tại Quốc hội hoặc ủy ban của Quốc hội. Nghị sĩ phải rời khỏi chức vụ sau 180 ngày kể từ ngày xét xử, tuyên bố hoặc kết án, tùy từng trường hợp không đủ tư cách.
Nhiệm kỳ của nghị sĩ theo nhiệm kỳ của Quốc hội. Một nghị sĩ mất tư cách nghị sĩ trong những trường hợp sau đây:
1. thôi quốc tịch Singapore;
2. mất đảng tịch của đảng đã đề cử nghị sĩ trong tổng tuyển cử;
3. nộp đơn xin từ chức cho chủ tịch Quốc hội;
4. vắng mặt tại các phiên họp của Quốc hội hoặc ủy ban của Quốc hội hai tháng liên tiếp mà không có sự cho phép của chủ tịch Quốc hội;
5. những trường hợp không đủ tư cách nghị sĩ được quy định tại điều 45 hiến pháp Singapore;
6. bị Quốc hội bãi nhiệm; hoặc
7. hết nhiệm kỳ của NMP.

NMP phải rời khỏi chức vụ nếu ứng cử cho một đảng trong một cuộc bầu cử hoặc nếu trúng cử nghị sĩ cho một khu vực bầu cử. Một người rời khỏi Quốc hội có thể, nếu đủ điều kiện, được bầu lại hoặc bổ nhiệm làm nghị sĩ. Người nào tham dự hoặc biểu quyết tại Quốc hội mà biết hoặc phải biết rằng không có quyền làm như vậy thì bị phạt tiền không quá 200 đô la Singapore cho mỗi ngày tham dự hoặc biểu quyết.

#### Quyết định về tư cách nghị sĩ

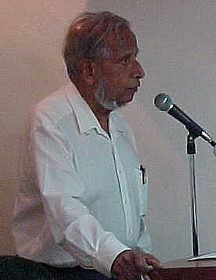
Joshua Benjamin Jeyaretnam (1926–2008), nghị sĩ đảng đối lập đầu tiên trong Quốc hội Singapore từ khi Singapore trở thành nước độc lập năm 1965, tháng 11 năm 2005.

Quốc hội quyết định về việc mất quyền nghị sĩ và việc mất quyền chủ tịch Quốc hội hoặc phó chủ tịch Quốc hội do mất quốc tịch Singapore hoặc không đủ tư cách được quy định tại Điều 45 Hiến pháp Singapore trong trường hợp chủ tịch Quốc hội hoặc phó chủ tịch Quốc hội không phải là nghị sĩ.

#### Tiền lương và chế độ
Nghị sĩ nhận được trợ cấp hàng tháng, lương tháng thứ 13 và một khoản biến đổi hàng năm được trả vào tháng 7 và tháng 12. Khoản trợ cấp hàng tháng là 56% lương của công chức loại hành chính bậc SR9 – bậc lương đầu vào của cán bộ cấp cao của Singapore – được tính theo mức lương của người thứ 15, 32 tuổi, làm việc trong sáu ngành nghề: ngân hàng, luật, kỹ thuật, kế toán, công ty đa quốc gia và sản xuất địa phương. Năm 1995, trợ cấp hàng tháng là 8.375 đô la Singapore (100.500 đô la Mỹ mỗi năm). Năm 2000, khoản trợ cấp này được tăng lên 11.900 đô la Singapore (142.800 đô la Mỹ mỗi năm).
Năm 2007, mức trợ cấp hàng tháng được tăng lên 13.200 đô la Singapore, nâng tổng số tiền trợ cấp hàng năm lên 158.400 đô la Singapore. Chế độ tiền thưởng tổng sản phẩm quốc nội của công chức cũng được mở rộng cho các nghị sĩ để gắn mức lương hàng năm với tình hình kinh tế: nghị sĩ không được nhận tiền thưởng nếu GDP tăng trưởng thấp hơn 2%, được nhận tiền thưởng một tháng nếu GDP tăng trưởng ít nhất 5% và được nhận tiền thưởng hai tháng nếu GDP tăng trưởng ít nhất 8%. Trợ cấp của các nghị sĩ để thuê trợ lý lập pháp cũng được tăng từ 1.000 đô la lên 1.300 đô la, để thuê thư ký từ 350 đô la lên 500 đô la. Từ tháng 1 năm 2008, mỗi nghị sĩ được tăng trợ cấp lên 13.710 đô la một tháng, nâng tổng số tiền lên 225.000 đô la một năm. Năm 2012, trợ cấp của nghị sĩ giảm xuống còn 192.500 đô la mỗi năm.
Nghị sĩ nào đủ 50 tuổi trở lên và đã giữ chức vụ ít nhất chín năm thì được nghỉ hưu theo chế độ. Lương hưu hàng năm là 1⁄30 mức lương hàng năm cao nhất của một nghị sĩ đối với mỗi năm đầy đủ giữ chức vụ và +1⁄360 đối với mỗi năm không đầy đủ giữ chức vụ, tối đa là hai phần ba mức lương hàng năm của nghị sĩ. Tổng thống có quyền giảm hoặc cắt lương hưu và tiền thưởng của một nghị sĩ bị kết tội tham nhũng.

### Chủ tịch Quốc hội
Chủ tịch Quốc hội điều hành công việc của Quốc hội và lãnh đạo ban thư ký của Quốc hội, chủ tọa các phiên họp của Quốc hội, điều phối phiên thảo luận, tranh luận của Quốc hội và tổ chức thực hiện nội quy của Quốc hội. Chủ tịch Quốc hội không có quyền tham gia thảo luận, tranh luận nhưng có quyền biểu quyết hoặc không biểu quyết về một đề nghị. Chủ tịch Quốc hội thay mặt Quốc hội về đối ngoại, đón tiếp khách mời và đại diện cho Quốc hội tại các sự kiện quốc gia, chuyến thăm nước ngoài.
Quốc hội khóa mới phải bầu ra chủ tịch Quốc hội trước khi tiến hành những công việc khác. Trong trường hợp khuyết chủ tịch Quốc hội thì Quốc hội không được tiến hành công việc cho đến khi bầu ra chủ tịch Quốc hội mới. Quốc hội có thể bầu ra chủ tịch Quốc hội trong số nghị sĩ không phải là bộ trưởng, thư ký Quốc hội hoặc từ bên ngoài Quốc hội. Tuy nhiên, một người ứng cử chủ tịch Quốc hội không phải là nghị sĩ phải đủ điều kiện ứng cử nghị sĩ. Lương chủ tịch Quốc hội không bị giảm trong suốt nhiệm kỳ.
Chủ tịch Quốc hội có thể tự nguyện từ chức bằng việc nộp đơn xin từ chức cho Thư ký Quốc hội. Chủ tịch Quốc hội phải từ chức trong những trường hợp sau:
- Quốc hội họp lần đầu tiên sau tổng tuyển cử;
- chủ tịch Quốc hội mất tư cách nghị sĩ không phải vì Quốc hội bị giải tán hoặc được bổ nhiệm làm bộ trưởng hay Thư ký Quốc hội; hoặc
- chủ tịch Quốc hội thôi quốc tịch Singapore hoặc những trường hợp không đủ tư cách làm nghị sĩ được quy định tại điều 45 hiến pháp Singapore.

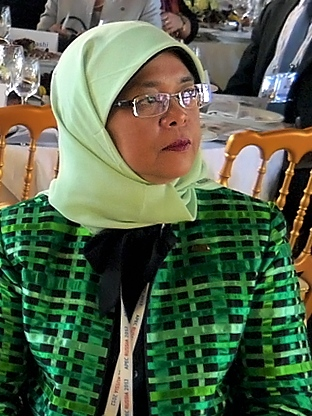
Halimah Yacob, nữ chủ tịch Quốc hội, nữ tổng thống đầu tiên của Singapore, năm 2012.

Quốc hội bầu ra hai phó chủ tịch Quốc hội. Trong trường hợp khuyết phó chủ tịch Quốc hội mà không phải vì Quốc hội bị giải tán thì Quốc hội sẽ bầu ra phó chủ tịch Quốc hội mới ngay khi thuận tiện. Giống như chủ tịch Quốc hội, phó chủ tịch Quốc hội không phải là một nghị sĩ nhưng phải đủ điều kiện ứng cử nghị sĩ.
Trong trường hợp khuyết chủ tịch Quốc hội, chủ tịch Quốc hội vắng mặt tại phiên họp của Quốc hội hoặc không làm việc được thì phó chủ tịch Quốc hội giữ quyền chủ tịch Quốc hội. Trong trường hợp khuyết phó chủ tịch Quốc hội, phó chủ tịch Quốc hội vắng mặt hoặc không làm việc được thì Quốc hội bầu một người thực hiện nhiệm vụ và quyền hạn của chủ tịch Quốc hội.

### Lãnh đạo Quốc hội
Lãnh đạo Quốc hội là một nghị sĩ do thủ tướng Singapore phân công nhiệm vụ tổ chức thực hiện chương trình nghị sự của chính phủ, chương trình lập pháp của Quốc hội. Lãnh đạo Quốc hội chịu trách nhiệm đưa ra những kiến nghị về công việc của Quốc hội, ví dụ như thủ tục và kéo dài thời gian họp.

### Lãnh đạo phe đối lập

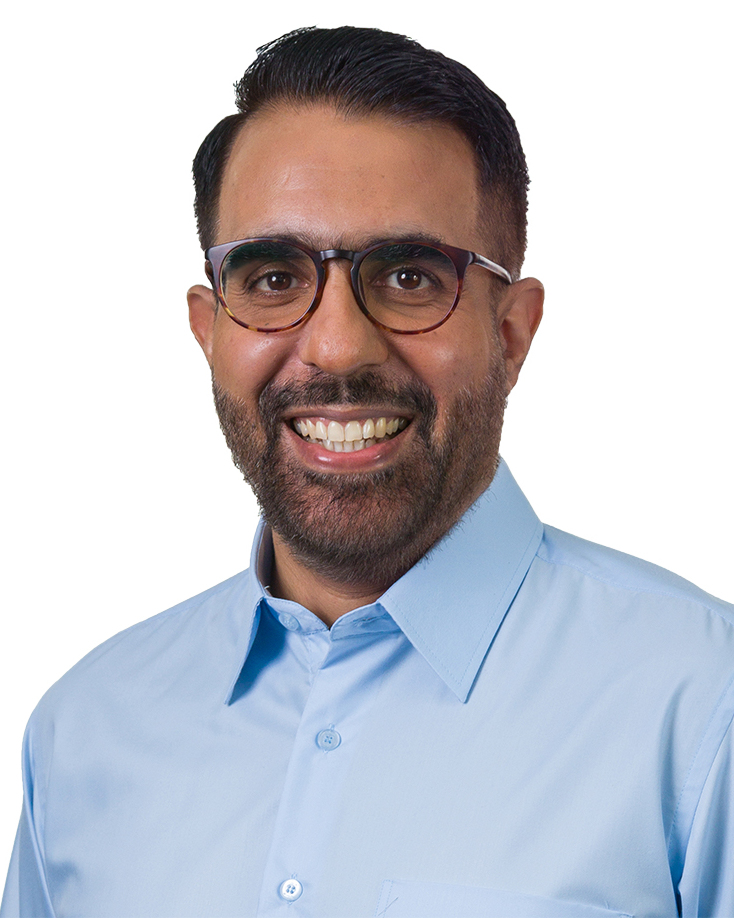
Pritam Singh trở thành Lãnh đạo phe đối lập đầu tiên của Singapore sau tổng tuyển cử Singapore 2020.

Lãnh đạo phe đối lập là nghị sĩ lãnh đạo đảng đối lập lớn nhất trong Quốc hội, có thể nhậm chức thủ tướng nếu chính phủ từ chức. Lãnh đạo phe đối lập đứng đầu một nội các đối lập. Những nghị sĩ thuộc nội các đối lập được ưu tiên chỗ ngồi tại hội trường Quốc hội và lãnh đạo phe đối lập được ưu tiên phát biểu trước những nghị sĩ đối lập khác.
Hiện tại, Singapore không có một nội các đối lập vì Đảng Hành động Nhân dân luôn chiếm đa số áp đảo trong Quốc hội từ khi lên nắm quyền vào năm 1959. Ngày 6 tháng 1 năm 1992, Lãnh đạo Quốc hội Hoàng Căn Thành đề nghị Chiêm Thời Trung, tổng thư ký Đảng Dân chủ Singapore, làm "lãnh đạo phe đối lập không chính thức" và được Quốc hội "ưu đãi, ưu tiên trong các nghị sĩ đảng đối lập". Thành dẫn thí dụ Lý Quang Diệu làm lãnh đạo phe đối lập không chính thức trong Hội đồng Lập pháp Singapore vào năm 1955 sau khi Đảng Hành động Nhân dân chỉ trúng cử ba nghị sĩ. Sau khi Lâm Hiếu Chuân kế nhiệm Chiêm Thời Trung làm tổng thư ký Đảng Dân chủ Singapore vào năm 1993 thì Chuân được coi là lãnh đạo phe đối lập không chính thức.
Trong cuộc tổng tuyển cử 2006, Trung và Lưu Trình Cường, tổng thư ký Đảng Công nhân Singapore, được tái cử, Lâm Thụy Liên thuộc Đảng Công nhân Singapore được bổ nhiệm làm NCMP. Thủ tướng Lý Hiển Long gọi Cường là lãnh đạo phe đối lập không chính thức. Tuy nhiên, Cường tuyên bố không chấp nhận danh hiệu này sau tổng tuyển cử 2011 vì "hoặc tôi là lãnh đạo phe đối lập hoặc tôi không phải là lãnh đạo phe đối lập, chứ không cần phải có một lãnh đạo phe đối lập không chính thức". Ngày 8 tháng 4 năm 2018, Pritam Singh kế nhiệm Cường làm tổng thư ký Đảng Công nhân Singapore.
Sau cuộc tổng tuyển cử 2020, Thủ tướng Lý Hiển Long cho biết sẽ chỉ định Pritam Singh, lãnh đạo Đảng Công nhân Singapore, làm lãnh đạo phe đối lập chính thức trong Quốc hội và ông "sẽ được cung cấp nhân viên, nguồn lực phù hợp để thực hiện nhiệm vụ của mình".

### Roi đảng
Vai trò chính của roi đảng (whip) trong Quốc hội là thực thi kỷ luật đảng và đảm bảo có đủ số lượng nghị sĩ của đảng tham dự các phiên họp Quốc hội và biểu quyết theo đường lối của đảng. Roi đảng ở Singapore có vai trò nhỏ hơn so với những người đồng cấp ở Anh vì kỷ luật đảng ở Singapore rất nghiêm ngặt và hầu như mọi nghị sĩ trong Quốc hội đều biểu quyết dựa trên lập trường của đảng của họ (hầu như mọi dự luật được Quốc hội thông qua đều được tất cả các nghị sĩ Đảng Hành động Nhân dân biểu quyết tán thành). Chỉ có 5 lần trong quá khứ một roi đảng "hạ roi" và cho phép các nghị sĩ biểu quyết theo lương tâm của họ:
- Tháng 7 năm 2017, Thủ tướng Lý Hiển Long hạ roi trong cuộc tranh luận tại Quốc hội nảy sinh từ cuộc tranh chấp công khai gay gắt giữa ông và hai em ruột (Lý Hiển Dương và Lý Vỹ Linh) về ngôi nhà gỗ số 38 Đường Oxley của cố Thủ tướng Lý Quang Diệu, là cha của họ (Quốc hội không biểu quyết vấn đề này).[45]
- Tháng 3 năm 2009, Đảng Hành động Nhân dân hạ roi đối với các nghị sĩ trong cuộc tranh luận về việc sửa đổi Luật cấy ghép nội tạng con người cho phép trả tiền bồi thường cho những người hiến tạng.
- Tháng 11 năm 2010, Đảng Hành động Nhân dân hạ roi trong cuộc biểu quyết của Quốc hội về việc sửa đổi Luật Hỗ trợ cha mẹ, đáng chú ý nhất là những điều khoản bắt buộc cả cha mẹ và con cái đang trong tình trạng tranh chấp phải tham dự các phiên hòa giải.[45]
- Năm 1969, lần đầu tiên Đảng Hành động Nhân dân hạ roi đỗi với dự luật phá thai được đưa ra tranh luận sôi nổi trong ba ngày vào tháng 4, sau đó dự luật bị hoãn lại để lấy ý kiến dư luận. Tháng 12 năm 1969, dự luật lại được trình trước Quốc hội và được thông qua, hợp pháp hóa phá thai.[45]
- Trong bốn lần khác nhau (1992, 1997, 2002, 2006), Đảng Hành động Nhân dân hạ roi trong cuộc tranh luận về quy chế nghị sĩ được bổ nhiệm. Năm 1997 và năm 2002, cựu nghị sĩ Đảng Hành động Nhân dân Trần Thanh Mộc biểu quyết chống lại đường lối của đảng. Năm 2006, tuy Đảng Hành động Nhân dân đã hạ roi đối với các nghị sĩ, nhưng những nghị sĩ duy nhất biểu quyết chống dự luật NMP là những nghị sĩ đối lập Lưu Trình Cường, Chiêm Thời Trung và Sylvia Lâm Thụy Liên.[45]

## Ủy ban

### Ủy ban chuyên trách
Ủy ban chuyên trách có nhiệm vụ giải quyết các lĩnh vực hoặc vấn đề cụ thể. Ủy ban chuyên trách thường trực do Chủ tịch Quốc hội hoặc một nghị sĩ làm chủ nhiệm và thường bao gồm tối đa bảy ủy viên do Quốc hội bầu sao cho tương quan lực lượng giữa Chính phủ và phe đối lập trong Quốc hội được phản ánh trong ủy ban trong chừng mực có thể. Quốc hội có thể thành lập các ủy ban đặc biệt để giải quyết những vấn đề khác, chẳng hạn như nghiên cứu chi tiết các dự luật đang được trình trước Quốc hội. Ngoài ra, nếu Quốc hội quyết định sẽ có các NMP thì sẽ thành lập một ủy ban chuyên trách đặc biệt về đề cử bổ nhiệm làm NMP để xem xét các người được đề cử do công chúng đệ trình.
Nhiệm kỳ của một ủy ban chuyên trách thường trực theo nhiệm kỳ của Quốc hội trừ phi Quốc hội có quyết định khác, trong khi nhiệm kỳ của một ủy ban chuyên trách khác kết thúc khi trình bày báo cáo cuối cùng. Việc bế mạc kỳ họp Quốc hội không làm gián đoạn hoạt động và các công việc trước ủy ban chuyên trách; những hoạt động này sẽ được tiến hành trong kỳ họp tiếp theo của cùng một khóa Quốc hội.
| Tên                      | Nhiệm vụ | Chủ nhiệm                     | Thành viên                         |
| ------------------------ | --- | ----------------------------- | ---------------------------------- |
| Ủy ban Phân công         | Lựa chọn nghị sĩ vào những ủy ban khác. | Chủ tịch Quốc hội             | 7 ủy viên                          |
| Ủy ban về quyền miễn trừ | Xem xét đơn khiếu nại về vi phạm đặc quyền của Quốc hội và các vấn đề tác động đến quyền hạn, đặc quyền của Quốc hội.                                                 | Chủ tịch Quốc hội             | 7 ủy viên                          |
| Ủy ban Dự toán           | Xem xét dự toán ngân sách nhà nước của Chính phủ, báo cáo những khoản tiết kiệm tài chính trong dự toán và đề xuất hình thức của dự toán theo quy định của pháp luật. | Do chủ tịch Quốc hội bổ nhiệm | Tối đa 7 ủy viên                   |
| Ủy ban Công tác nghị sĩ  | Xem xét và giúp chủ tịch Quốc hội về các việc liên quan đến tiện lợi của các nghị sị.                                                                                 | Chủ tịch Quốc hội             | 7 ủy viên                          |
| Ủy ban Kế toán công      | Xem xét báo cáo kế toán các khoản chi tiêu công do Quốc hội quyết định và những báo cáo kế toán khác được trình trước Quốc hội mà ủy ban xét cần.                     | Do chủ tịch Quốc hội bổ nhiệm | Tối đa 7 ủy viên                   |
| Ủy ban Dân nguyện        | Xem xét và báo cáo Quốc hội về nội dung của kiến nghị của công dân.                                                                                                   | Chủ tịch Quốc hội             | 7 ủy viên                          |
| Ủy ban Nội quy           | Xem xét và báo cáo Quốc hội về các việc liên quan đến Quy chế Quốc hội được Quốc hội đề nghị ủy ban xem xét.                                                          | Chủ tịch Quốc hội             | Phó chủ tịch Quốc hội và 7 ủy viên |

### Ủy ban nghị sự chính phủ
Ủy ban nghị sự chính phủ là cơ quan của Đảng Hành động Nhân dân, được thành lập vào năm 1987 nhằm thẩm tra chính sách, chương trình, dự luật của các bộ, tham vấn, tham mưu cho chính phủ và tư vấn về những vấn đề được dư luận quan tâm.
Các thành viên Ủy ban nghị sự chính phủ là nghị sĩ thuộc Đảng Hành động Nhân dân. Mỗi Ủy ban nghị sự chính phủ có một ban tư vấn mà người dân có thể tham gia. Ngô Tác Đống, khi đó là phó thủ tướng, giải thích rằng có ba lý do để Đảng Hành động Nhân dân thành lập các Ủy ban nghị sự chính phủ: tăng cường vai trò của nghị sĩ trong quá trình hoạch định chính sách, tạo điều kiện cho người dân tham gia chính quyền và củng cố các thể chế dân chủ của Singapore.
Tính đến ngày 24 tháng 8 năm 2020, có 12 Ủy ban nghị sự chính phủ:
| Ủy ban nghị sự chính phủ         | Chủ nhiệm                                    | Phó chủ nhiệm                                    |
| -------------------------------- | -------------------------------------------- | ------------------------------------------------ |
| Truyền thông và Thông tin        | Trần Bội Linh MP từ SMC MacPherson           | Nhậm Tử Minh MP từ GRC Marsiling-Yew Tee         |
| Văn hóa, Cộng đồng và Thanh niên | Tư Đồ Vũ Bân MP từ SMC Potong Pasir          | Darryl David MP từ GRC Ang Mo Kio                |
| Quốc phòng và Đối ngoại          | Vikram Nair MP từ GRC Sembawang              | Nhậm Tử Minh MP từ GRC Marsiling-Yew Tee         |
| Giáo dục                         | Trịnh Đức Nguyên MP từ SMC Pioneer           | Darryl David MP từ GRC Ang Mo Kio                |
| Tài chính và Công thương         | Liên Vinh Hoa MP từ SMC Bukit Panjang        | Hồ Mỹ Hà MP từ GRC West Coast                    |
| Y tế                             | Trần Hữu Minh MP từ GRC Jurong               | Hoàng Linh Linh MP từ GRC Ang Mo Kio             |
| Nội vụ và Pháp chế               | Murali Pillai MP từ SMC Bukit Batok          | Zhulkarnain Abdul Rahim MP for Chua Chu Kang GRC |
| Nhân lực                         | Chu Bội Khánh MP for Tampines GRC            | Tạ Bỉnh Huy MP for Holland-Bukit Timah GRC       |
| Phát triển quốc gia              | Trần Tuệ Linh MP for East Coast GRC          | Chung Kỳ Hùng MP for Bishan-Toa Payoh GRC        |
| Xã hội và Phát triển gia đình    | Tạ Kiện Bình MP for Marine Parade GRC        | Joan Pereira MP for Tanjong Pagar GRC            |
| Bền vững và Môi trường           | Hoàng Quốc Quang MP for Nee Soon GRC         | Phó Lệ San MP for Sembawang GRC                  |
| Giao thông vận tải               | Saktiandi Supaat MP for Bishan-Toa Payoh GRC | Dương Ích Tài MP for Radin Mas SMC               |

## Ban Thư ký Quốc hội
Ban Thư ký Quốc hội có nhiệm vụ tổ chức công việc của Quốc hội và các ủy ban của Quốc hội, quản lý những công tác như thông dịch các phiên thảo luận, tranh luận của Quốc hội và chuẩn bị biên bản chính thức của các phiên họp Quốc hội. Ban Thư ký Quốc hội cũng hợp tác với Hội đồng tổng thống về quyền thiểu số và Hội đồng Liên Nghị viện ASEAN.
Thư ký Quốc hội là người đứng đầu Ban Thư ký Quốc hội, có nhiệm vụ tổ chức thực hiện thủ tục, quy trình của Quốc hội. Thư ký Quốc hội do tổng thống bổ nhiệm sau khi thảo luận với chủ tịch Quốc hội và Ủy ban quản lý công chức. Thư ký Quốc hội có một phó thư ký, một trợ lý thư ký thường trực và những trợ lý thư ký. Hiến pháp Singapore quy định thư ký Quốc hội chỉ có thể bị miễn nhiệm, cách chức trong trường hợp không làm việc được (vì bất kỳ lý do nào) hoặc có vi phạm, nghị quyết miễn nhiệm, cách chức phải được ít nhất hai phần ba tổng số nghị sĩ biểu quyết tán thành. Ngoài ra, nhân viên của Quốc hội không được thăng chức, thuyên chuyển nếu chưa được chủ tịch Quốc hội cho phép. Trong các phiên họp của Quốc hội, thư ký Quốc hội ngồi tại Bàn Thư ký bên dưới ghế ngồi của chủ tịch Quốc hội và đọc chương trình làm việc của Quốc hội.

## Trưởng ban lễ tân
Trưởng ban lễ tân Quốc hội là viên chức của Quốc hội có nhiệm vụ duy trì trật tự tại Quốc hội. Ví dụ: nếu một nghị sĩ có hành vi vô cùng mất trật tự trong phiên họp Quốc hội, Chủ tịch Quốc hội hoặc chủ nhiệm ủy ban có thể ra lệnh cho nghị sĩ đó rời khỏi Quốc hội trong suốt thời gian còn lại của phiên họp và Chủ tịch Quốc hội hoặc chủ nhiệm ủy ban có thể chỉ thị cho Trưởng ban lễ tân Quốc hội thực thi lệnh đó. Chủ tịch Quốc hội cũng có thể ra lệnh một nghị sĩ rời khỏi Quốc hội khi Quốc hội đã đình chỉ nghị sĩ đó vì coi thường thẩm quyền của chủ tọa hoặc cố tình và liên tục cản trở công việc của Quốc hội. Nếu nghị sĩ từ chối tuân thủ mặc dù đã được Trưởng ban lễ tân Quốc hội triệu tập nhiều lần theo lệnh của Chủ tịch Quốc hội, Trưởng ban lễ tân Quốc hội có thể cưỡng chế nghị sĩ tuân thủ lệnh của Chủ tịch Quốc hội.
Trưởng ban lễ tân Quốc hội là người trông coi Quyền trượng Quốc hội. Tại phiên họp Quốc hội, trưởng ban lễ tân Quốc hội có nhiệm vụ mang Quyền trượng vào và ra khỏi hội trường.

## Nhiệm vụ, quyền hạn

### Lập pháp

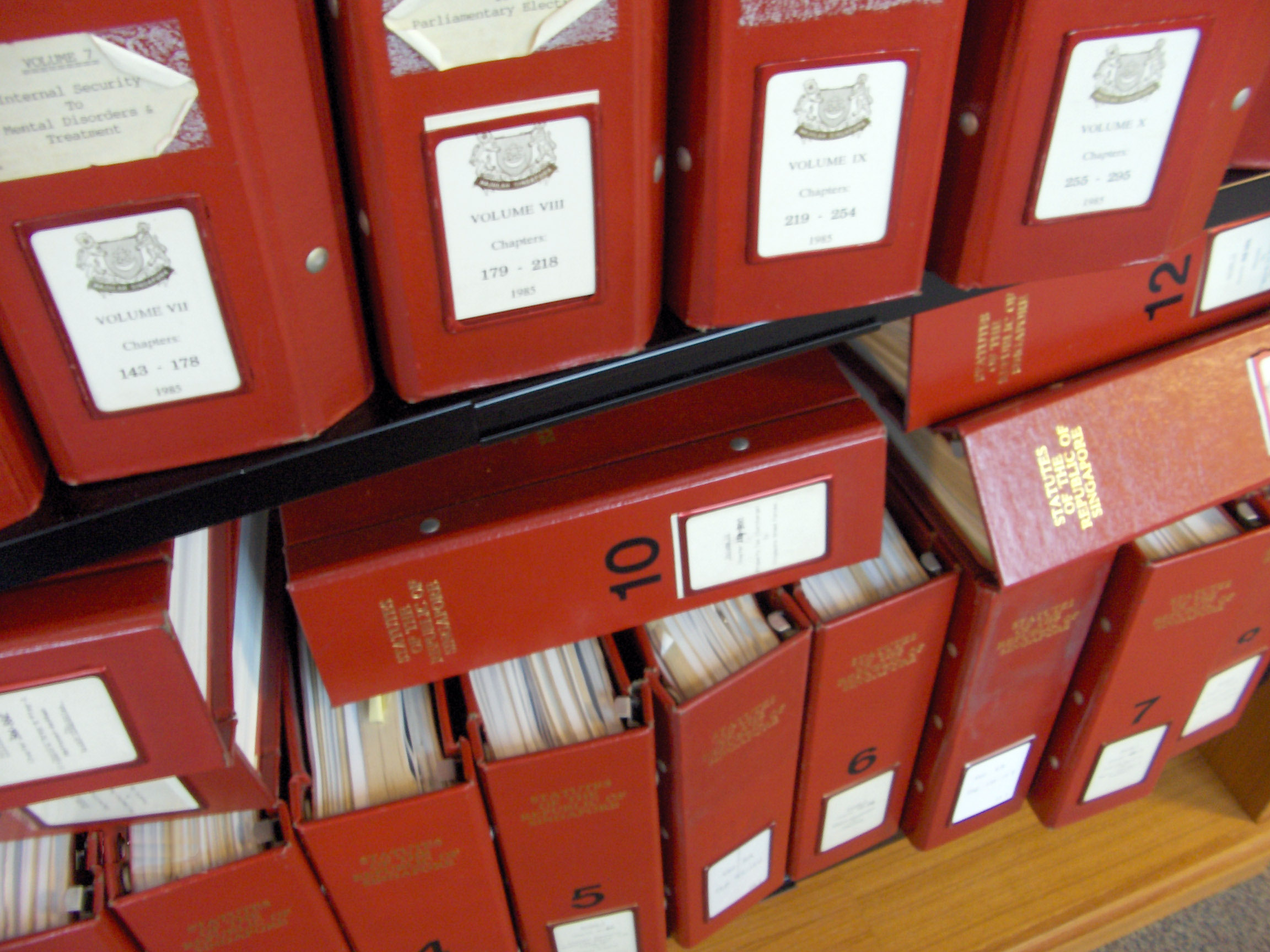
Bộ luật Cộng hòa Singapore (1986–hiện tại), gồm những đạo luật được Quốc hội Singapore thông qua

Quốc hội Singapore cùng tổng thống Singapore thực hiện quyền lập pháp. Quốc hội có toàn quyền thông qua luật về quyền lợi, trách nhiệm của cá nhân, pháp nhân tại Singapore và ngoài nước. Một dự luật được Quốc hội thông qua và được tổng thống ban hành. Tuy trên danh nghĩa có quyền phủ quyết một dự luật nhưng thực chất tổng thống phải ban hành hầu hết các dự luật được Quốc hội thông qua. Tổng thống có thể gửi thông điệp cho Quốc hội và phát biểu trước Quốc hội.
Ở Singapore, hầu hết các dự luật đều do bộ trưởng thay mặt Nội các trình trước Quốc hội. Một nghị sĩ có quyền trình dự luật trước Quốc hội. Tuy nhiên, vì Chính phủ nắm giữ đa số ghế trong Quốc hội nên dự luật của nghị sĩ sẽ không được thông qua trừ phi được Chính phủ ủng hộ. Từ năm 1965, đã có ba dự luật của nghị sĩ được trình trước Quốc hội. Đầu tiên là Dự luật Tổng giám mục Công giáo, được P. Selvadurai và Chiang Hai Ding đưa ra vào năm 1974 và được thông qua vào năm 1976. Ngày 23 tháng 5 năm 1994, dự Luật Trợ cấp cha mẹ được NMP Ôn Trường Minh trình trước Quốc hội, quy định cha mẹ đủ 60 tuổi trở lên và không có khả năng tự nuôi sống bản thân có quyền nộp đơn lên tòa án để yêu cầu con cái họ phải trả tiền trợ cấp cho họ. Dự luật được thông qua vào ngày 2 tháng 11 năm 1995. Trong cùng năm, Dự luật Bạo lực gia đình được Tiến sĩ Kanwaljit Soin, nữ NMP đầu tiên, trình trước Quốc hội nhưng không được thông qua.

#### Quốc hội thông qua dự luật
Một dự luật phải trải qua ba lần đọc tại Quốc hội và được tổng thống ban hành để trở thành một luật. Trong lần đọc đầu tiên, dự luật được trình trước Quốc hội mà không có tranh luận. Nghị sĩ trình dự luật đọc to tiêu đề dài của dự luật và đặt một bản sao trên bàn ở giữa hội trường, thư ký Quốc hội đọc tiêu đề ngắn của dự luật. Bản sao của dự luật được lưu hành cho các nghị sĩ và được đăng công báo chính phủ để thông tin cho công chúng. Sau đó, dự luật được lên lịch lần đọc thứ hai.
Trong lần đọc thứ hai, các nghị sĩ tranh luận về đại cương của dự luật. Nếu không bị Quốc hội bác bỏ thì dự luật sẽ được trình ủy ban thẩm tra các chi tiết. Một dự luật không gây tranh cãi sẽ được thảo luận về từng điều khoản tại một ủy ban toàn thể Quốc hội, gồm tất cả các nghị sĩ có mặt tại phiên họp. Những nghị sĩ tán thành đại cương của dự luật nhưng không tán thành một số điều khoản có thể trình kiến nghị sửa đổi những điều khoản đó. Một dự luật gây tranh cãi hoặc phải lấy ý kiến công chúng, nhóm lợi ích thường sẽ được trình một ủy ban chuyên trách. Ủy ban chuyên trách có thể tổ chức phiên điều trần công khai để lắng nghe ý kiến về dự luật. Nếu chủ tịch Quốc hội cho rằng một dự luật ảnh hưởng đến quyền, lợi ích của cá nhân thì một ủy ban chuyên trách phải thẩm dự luật và lấy ý kiến bất cứ bên nào bị ảnh hưởng đã trình đơn kiến nghị lên Quốc hội. Sau đó, ủy ban chuyên trách sẽ báo cáo những kết luận và kiến nghị sửa đổi dự luật lên Quốc hội.
Sau khi được ủy ban thẩm tra, dự luật sẽ trải qua lần đọc thứ ba. Trong lần đọc thứ ba, không được sửa đổi đại cương của dự luật mà chỉ được kiến nghị sửa đổi nhỏ. Sau đó, Quốc hội sẽ tiến hành biểu quyết dự luật. Trong hầu hết các trường hợp, dự luật của Quốc hội phải có quá nửa số nghị sĩ tham gia biểu quyết biểu quyết tán thành. Dự luật sửa đổi Hiến pháp phải có ít nhất hai phần ba tổng số nghị sĩ trong lần đọc thứ hai và thứ ba biểu quyết tán thành.

#### Quyền thẩm tra dự luật của Hội đồng tổng thống về quyền thiểu số
Hội đồng tổng thống về quyền thiểu số thẩm tra hầu hết các dự luật được Quốc hội thông qua. Hội đồng báo cáo chủ tịch Quốc hội về việc dự luật có phân biệt đối xử đối với một chủng tộc hoặc tôn giáo hay không. Trường hợp Hội đồng tán thành hoặc không báo cáo về dự luật trong 30 ngày thì dự luật được trình tổng thống ban hành.
Trường hợp Hội đồng không tán thành dự luật thì Quốc hội có thể sửa đổi, bổ sung dự luật và trình Hội đồng thẩm tra lại hoặc trình tổng thống ban hành nếu ít nhất hai phần ba tổng số nghị sĩ biểu quyết tán thành. Từ khi được thành lập vào năm 1970, Hội đồng chưa bao giờ báo cáo không tán thành một dự luật.
Có ba loại dự luật không cần phải trình Hội đồng thẩm tra:
- dự luật tài chính;
- dự luật mà thủ tướng đã tuyên bố là tác động, liên quan tới quốc phòng, an ninh hoặc trật tự trị an của Singapore; và
- dự luật mà thủ tướng đã tuyên bố là cấp bách, ảnh hưởng đến lợi ích chung của Singapore;

#### Tổng thống ban hành luật

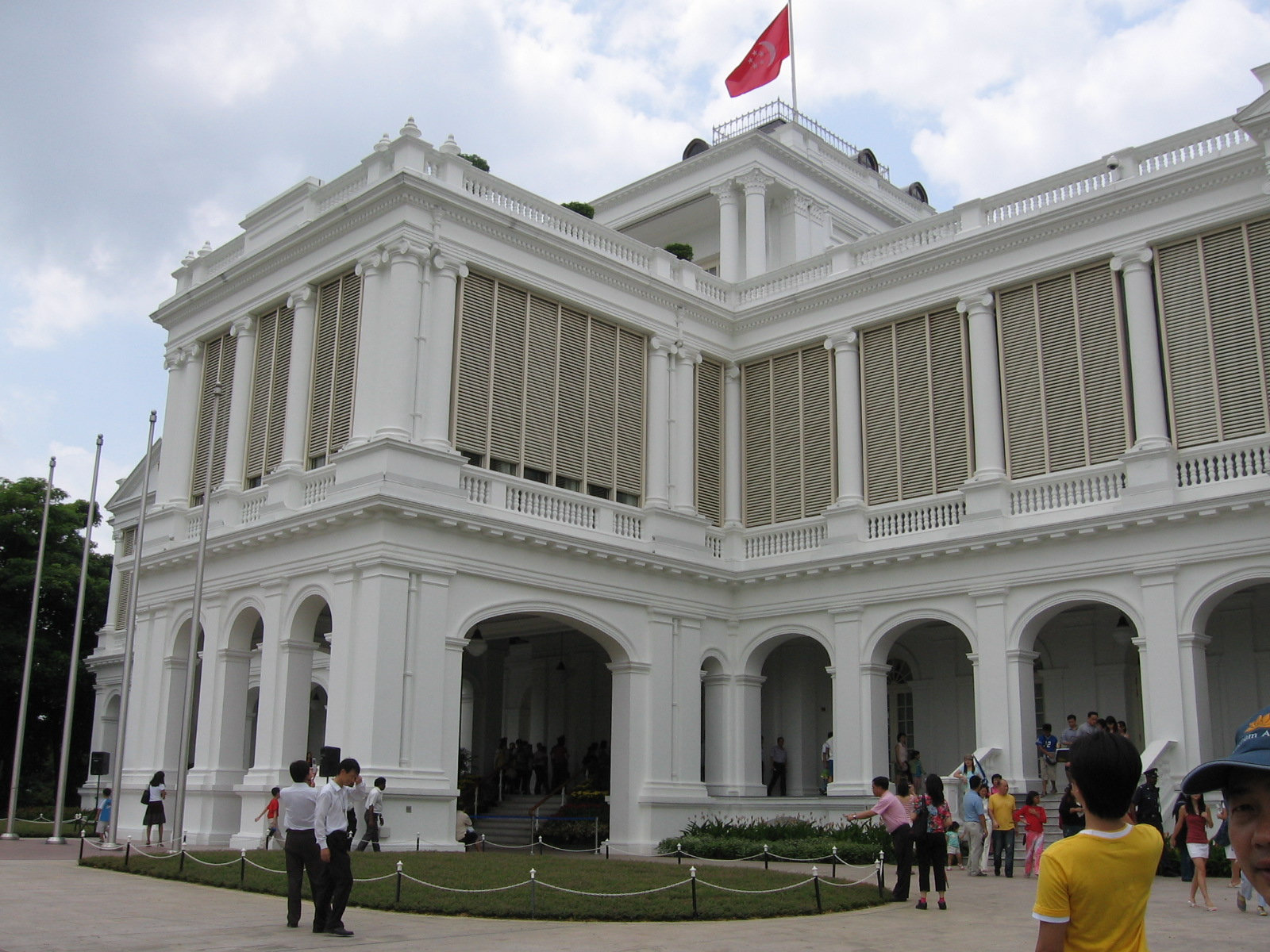
Phủ Tổng thống, nơi ở và làm việc chính thức của tổng thống Singapore, ngày 31 tháng 1 năm 2006

Tổng thống ban hành luật được Quốc hội thông qua theo đề nghị của Nội các, được thể hiện trong lời ban hành của các đạo luật Singapore: "Căn cứ đề nghị của Quốc hội Singapore, tổng thống ban hành luật sau đây:". Trong hầu hết các trường hợp, tổng thống không có quyền phủ quyết luật đã được Quốc hội thông qua một cách hợp lệ.
Tổng thống được thực hiện quyền phủ quyết đối với những dự luật sau đây:
1. Một dự luật nhằm sửa đổi, bổ sung hiến pháp Singapore mà trực tiếp hoặc gián tiếp quy định hạn chế những quyền hạn tùy ý của tổng thống do hiến pháp quy định.
2. Một dự luật không nhằm sửa đổi, bổ sung hiến pháp Singapore mà trực tiếp hoặc gián tiếp quy định hạn chế những quyền hạn tùy ý của tổng thống do hiến pháp quy định.
3. Một dự luật nhằm trực tiếp hoặc gián tiếp thay đổi khả năng đầu tư tiền thuộc Quỹ dự trữ hưu bổng Singapore của Cục quản lý Quỹ dự trữ Hưu bổng Singapore.
4. Một dự luật nhằm trực tiếp hoặc gián tiếp quy định huy động một khoản vay hoặc thế chấp cho chính phủ mà tổng thống xét rằng sẽ rút tiền từ dự trữ nhà nước chưa được chính phủ tích lũy trong nhiệm kỳ hiện tại.
5. Một dự toán ngân sách nhà nước, một dự toán ngân sách nhà nước bổ sung hoặc một quyết toán ngân sách nhà nước cho tài khóa bất kỳ mà tổng thống xét rằng dự toán ngân sách nhà nước, dự toán ngân sách nhà nước bổ sung hoặc quyết toán ngân sách nhà nước sẽ dẫn đến rút tiền từ dự trữ nhà nước chưa được chính phủ tích lũy trong nhiệm kỳ hiện tại.

Đối với dự luật được đề cập ở đoạn 1, tổng thống có thể yêu cầu Tòa án Hiến pháp xem xét dự luật có hạn chế những quyền hạn tùy ý của tổng thống do hiến pháp quy định hay không theo đề nghị của Nội các. Nếu Tòa án Hiến pháp phán quyết rằng dự luật không hạn chế quyền hạn của tổng thống thì tổng thống được coi là đã ban hành dự luật vào ngày sau ngày Tòa án Hiến pháp công khai công bố quyết định. Nếu Tòa án Hiến pháp phán quyết rằng dự luật hạn chế quyền hạn của tổng thống và tổng thống đã từ chối ban hành dự luật thì thủ tướng có thể quyết định trưng cầu ý dân về dự luật. Dự luật phải có ít nhất hai phần ba tổng số phiếu bầu tán thành. Nếu sau 30 ngày kể từ khi một dự luật được trình lên tổng thống để ban hành và tổng thống không ban hành hoặc yêu cầu Tòa án Hiến pháp thì dự luật đó được coi là đã được ban hành vào ngày sau khi thời hạn 30 ngày kết thúc. Đối với dự luật được đề cập ở đoạn 2 thì thủ tục tương tự, khác ở chỗ nếu Tòa án Hiến pháp phán quyết rằng dự luật hạn chế quyền hạn của tổng thống thì thủ tướng không có quyền trưng cầu ý dân về dự luật, nhằm đảm bảo rằng chỉ có thể thực hiện những thay đổi đối với quyền hạn tùy ý của tổng thống thông qua sửa đổi hiến pháp chứ không phải luật của Quốc hội.
Nếu tổng thống từ chối ban hành bất cứ dự luật tài chính nào được đề cập trong đoạn 5 trái với khuyến nghị của Hội đồng cố vấn tổng thống thì Quốc hội có thể bác bỏ quyết định của tổng thống nếu ít nhất hai phần ba tổng số nghị sĩ biểu quyết tán thành. 30 ngày sau khi ngày tổng thống từ chối ban hành mà Quốc hội không bác bỏ, Quốc hội có thể quyết định chi ngân sách nhà nước hoặc chi ngân sách nhà nước bổ sung cho năm tài chính đó với điều kiện:
- trong trường hợp tổng thống từ chối ban hành dự toán ngân sách nhà nước, khoản chi được phân bổ cho một hạng mục không được vượt quá tổng khoản chi được phân bổ cho hạng mục đó trong năm tài chính trước;[75] hoặc
- trong trường hợp tổng thống từ chối ban hành dự toán ngân sách nhà nước bổ sung hoặc quyết toán ngân sách nhà nước, khoản chi được phân bổ cho một hạng mục không được vượt quá số tiền cần thiết để thay thế số tiền được ứng trước từ bất cứ Quỹ dự phòng nào theo Điều 148C(1) Hiến pháp cho hạng mục đó.

Sau 30 ngày kể từ khi dự toán ngân sách nhà nước, dự toán ngân sách nhà nước bổ sung hoặc dự toán ngân sách nhà nước cuối cùng được trình lên tổng thống để ban hành mà tổng thống không từ chối ban hành thì tổng thống được coi là đã ban hành dự toán vào ngày ngay sau khi thời hạn 30 ngày kết thúc.
Sau khi được tổng thống ban hành thì dự luật sẽ trở thành luật của Quốc hội. Luật của Quốc hội có hiệu lực vào ngày đăng công báo hoặc vào ngày khác do luật hoặc luật khác quy định.

### Kiểm soát tài chính

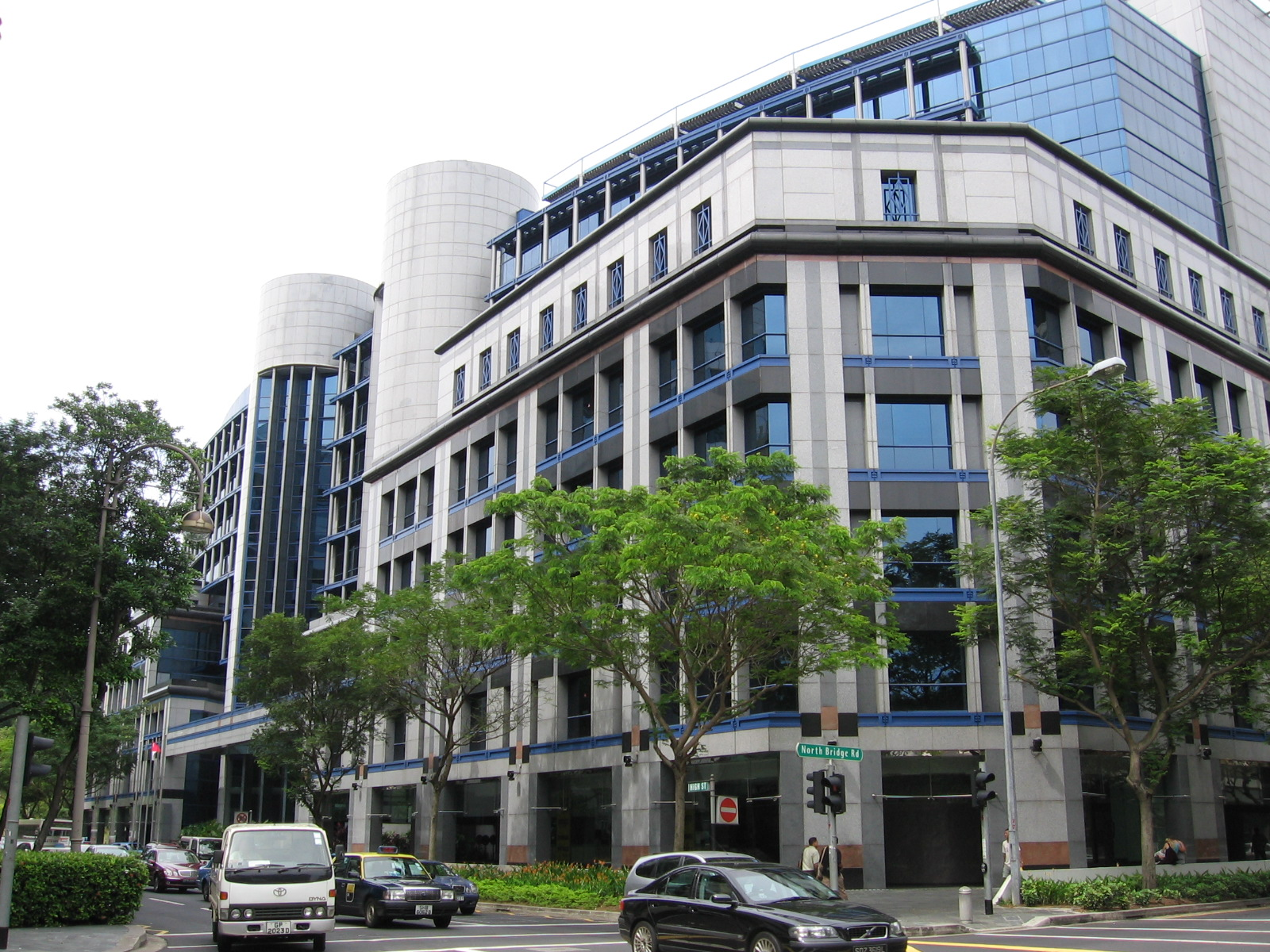
Trụ sở Bộ Tài chính Singapore

Những nguồn thu ngân sách nhà nước của Singapore mà không được chi cho một mục đích cụ thể do luật định thì được trả vào Quỹ hợp nhất. Ngoài ra có một Quỹ Phát triển để chi cho những hạng mục:
1. Xây dựng, cải thiện, mở rộng, thay thế các tòa nhà, công trình và cung cấp, mua lại, cải thiện, thay thế những tài sản đầu tư khác (bao gồm xe cộ, tàu thuyền, máy bay, đầu máy toa xe, máy móc, dụng cụ và thiết bị) cần thiết liên quan đến phát triển kinh tế hoặc phúc lợi chung của Singapore;[77]
2. Mua đất và sử dụng phát minh;[77]
3. Tiến hành khảo sát, nghiên cứu hoặc điều tra trước khi thực hiện một mục đích được đề cập trong đoạn 1, hoặc việc hình thành một kế hoạch hoặc chương trình phát triển, cải thiện, bảo tồn hoặc khai thác các nguồn tài nguyên của Singapore;[77] và
4. góp vốn sản xuất đầu tư bằng cách bơm vốn vào công ty theo luật định.[77]

Chính phủ chỉ được rút tiền từ Quỹ hợp nhất và Quỹ phát triển nếu được Quốc hội phê duyệt dự toán ngân sách nhà nước, dự toán ngân sách nhà nước bổ sung hoặc dự toán ngân sách nhà nước cuối cùng. Tuy nhiên, hiện tại gần như chắc chắn rằng dự toán ngân sách của Chính phủ sẽ được thông qua vì Chính phủ chiếm đa số ghế trong Quốc hội và các nghị sĩ phải chấp hành kỷ luật đảng, biểu quyết theo đường lối của đảng.
Quy trình phê duyệt ngân sách nhà nước hàng năm bắt đầu vào cuối tháng 2 hoặc đầu tháng 3 trước khi bắt đầu năm tài chính vào ngày 1 tháng 4, khi bộ trưởng bộ tài chính trình Báo cáo ngân sách trước Quốc hội. Báo cáo ngân sách đánh giá tình hình của nền kinh tế Singapore trong năm trước và cung cấp thông tin về chính sách tài chính của Chính phủ cho năm tài chính sắp tới, bao gồm thông tin chi tiết về những thay đổi về thuế hoặc những chính sách ưu đãi sẽ được đưa ra. Dự toán ngân sách được trình bày cùng với Báo cáo ngân sách, đề xuất các khoản chi ngân sách nhà nước của mỗi bộ Chính phủ trong năm tài chính tiếp theo. Sau khi bộ trưởng bộ tài chính phát biểu về ngân sách nhà nước, Quốc hội phải ngừng họp trong ít nhất bảy ngày.
Khi tiếp tục họp, Quốc hội dành hai ngày thảo luận về Báo cáo ngân sách, sau đó biểu quyết Báo cáo ngân sách của Chính phủ. Sau đó, Quốc hội tự thành lập Ủy ban Ngân sách và thảo luận về dự toán chi ngân sách nhà nước. Các nghị sĩ có quyền chất vấn các bộ trưởng về chính sách của các bộ sau khi thông báo về kiến nghị giảm một khoản tiền tượng trưng là 100 đô la Singapore vào tổng số tiền tạm thời được phân bổ cho các hạng mục chi ngân sách nhà nước. Ủy ban Ngân sách thường thảo luận từ bảy đến mười ngày, sau đó Quốc hội sẽ thông qua dự toán ngân sách nhà nước.

### Giám sát chính phủ

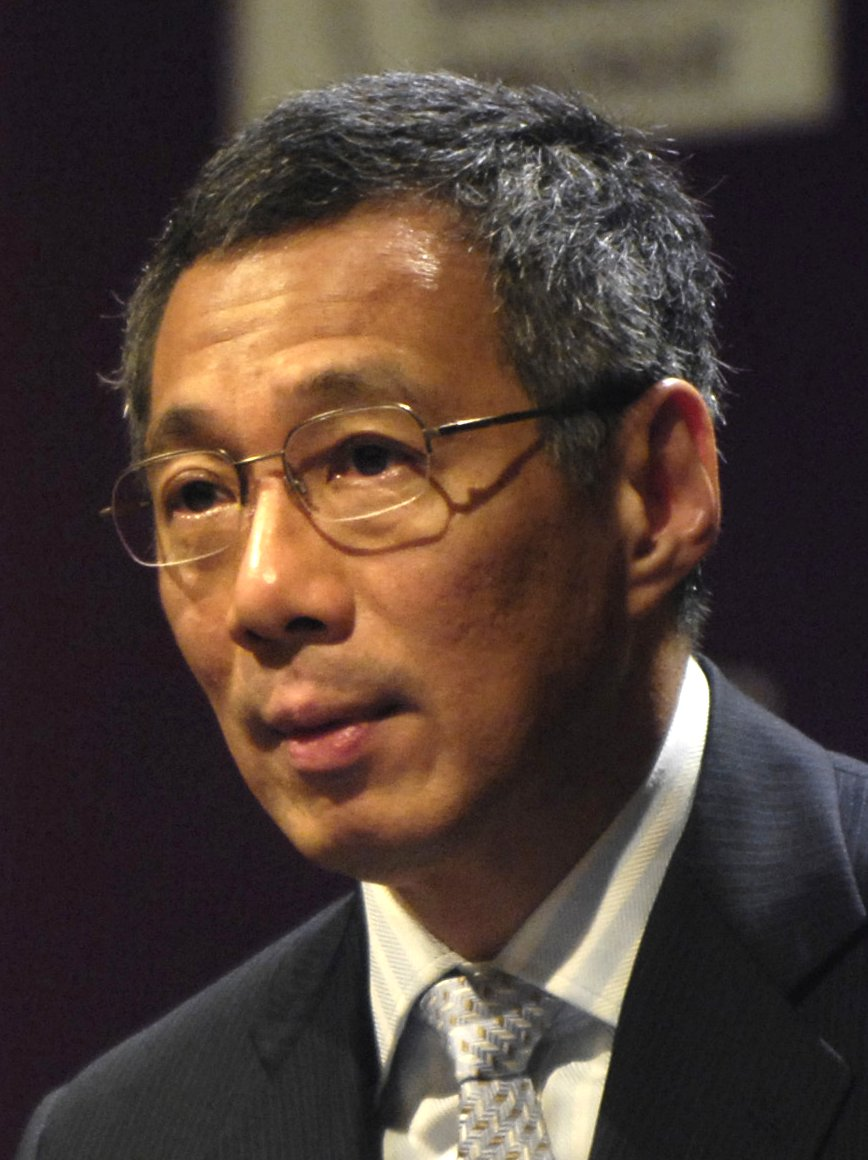
Thủ tướng Singapore Lý Hiển Long phát biểu khai mạc Hội nghị lần thứ sáu của Viện Quốc tế Nghiên cứu chiến lược tại Singapore, ngày 1 tháng 6 năm 2007

Ngoài quyết định dự toán ngân sách nhà nước, Quốc hội Singapore thực hiện quyền giám sát đối với Nội các thông qua việc chất vấn thủ tướng và các bộ trưởng về chính sách, quyết định của chính phủ. Một nghị sĩ có quyền chất vấn bộ trưởng về trách nhiệm của họ hoặc dự luật, đề nghị, văn bản khác thuộc thẩm quyền của họ mà liên quan tới nhiệm vụ của Quốc hội. Một nghị sĩ cũng có quyền chất vấn nghị sĩ khác. Tuy nhiên, cơ chế kiểm soát quyền lực này không hiệu quả bởi hầu hết các nghị sĩ đều thuộc một đảng và phải tuân thủ đường lối, chủ trương của đảng đó.
Trừ khi một câu chất vấn là cấp bách và liên quan đến vấn đề quan trọng hoặc đến việc sắp xếp công việc trong chương trình nghị sự và đã được Chủ tịch Quốc hội cho phép, một nghị sĩ phải thông báo bằng văn bản chậm nhất là bảy ngày trước ngày họp mà dự kiến có câu trả lời. Một nghị sĩ có thể đặt tối đa năm câu chất vấn cùng một lúc, trong đó không quá ba câu chất vấn phải trả lời bằng miệng.
Một tiếng rưỡi đầu của mỗi phiên họp Quốc hội sẽ tổ chức phiên chất vấn, thành viên chính phủ phải trả lời chất vấn của các nghị sĩ bằng miệng. Các câu trả lời chất vấn bằng văn bản được gửi đến nghị sĩ, Thư ký Quốc hội lưu hành câu trả lời cho tất cả các nghị sĩ và in trong biên bản họp.

## Trình tự
Quốc hội ban hành Quy chế Quốc hội để tổ chức hoạt động của Quốc hội. Chủ tịch Quốc hội quyết định giải quyết những vấn đề không được quy định trong Quy chế Quốc hội và những câu hỏi liên quan đến việc giải thích hoặc áp dụng Quy chế Quốc hội. Chủ tịch Quốc hội có thể tham khảo thực hành của Hạ viện Anh nhưng không phải tuân theo.

### Kỳ họp

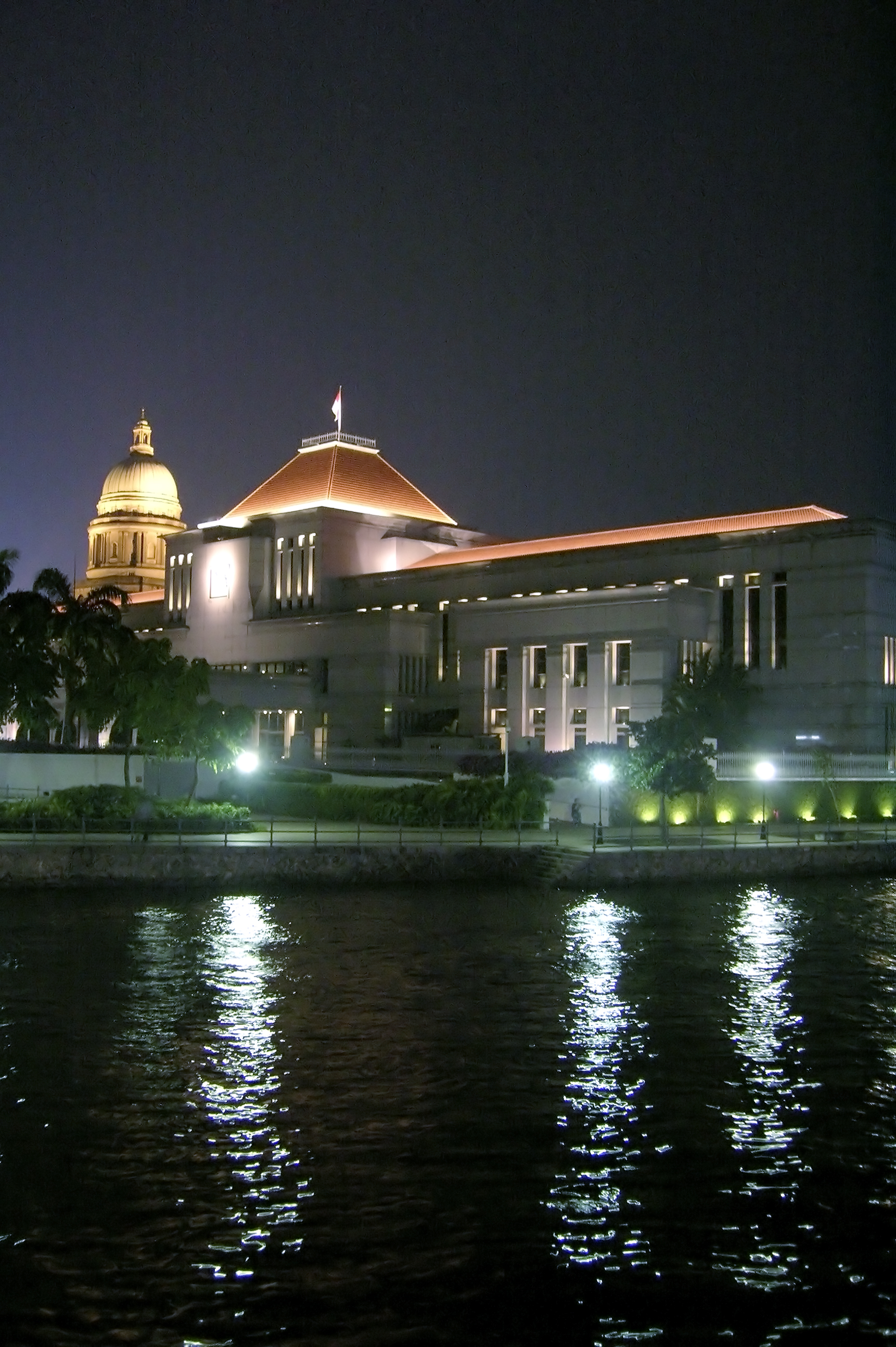
Nhà Quốc hội bên bờ sông Singapore với mái vòm của trụ sở Tòa án tối cao cũ ở đằng sau, ngày 7 tháng 9 năm 2006

Kỳ họp đầu tiên của một khóa Quốc hội khai mạc khi Quốc hội họp lần đầu tiên sau tổng tuyển cử. Quốc hội họp mỗi năm ít nhất một kỳ và thời gian giữa hai kỳ họp Quốc hội không được quá sáu tháng. Một khóa Quốc hội thông thường họp mỗi năm hai kỳ. Trường hợp ngoại lệ là Quốc hội khóa 7 họp ba kỳ từ ngày 9 tháng 1 năm 1989 đến ngày 14 tháng 8 năm 1991. Tổng thống thông thường phát biểu khai mạc kỳ họp Quốc hội, đặt ra chương trình nghị sự của chính phủ, bài phát biểu do Nội các chuẩn bị.
Một kỳ họp Quốc hội kết thúc theo một trong hai cách. Thứ nhất, tổng thống có thể bế mạc kỳ họp Quốc hội theo đề nghị của Nội các. Trong thời gian ngừng họp, mọi dự luật đã được trình trước Quốc hội sẽ không bị hủy bỏ mà sẽ được chuyển sang kỳ họp mới. Tuy nhiên, tất cả các kiến nghị do nghị sĩ trình vào thời điểm bế mạc sẽ hết hiệu lực và phải được trình lại trong kỳ họp mới của Quốc hội.
Thứ hai, một kỳ họp Quốc hội kết thúc khi Quốc hội bị giải tán. Quốc hội bị giải tán trong những trường hợp sau đây:
- Sau năm năm kể từ kỳ họp đầu tiên, Quốc hội sẽ tự động bị giải tán.[95] Kỳ họp đầu tiên của Quốc hội khóa XIV khai mạc vào ngày 24 tháng 8 năm 2020 nên Quốc hội khóa XIV sẽ tự động bị giải tán vào ngày 24 tháng 8 năm 2025, trừ khi bị giải tán sớm theo một trong các phương pháp nêu dưới đây.
- Trong trường hợp khuyết thủ tướng mà tổng thống không thể bổ nhiệm bất cứ nghị sĩ nào khác có thể được sự tín nhiệm của Quốc hội thì, tổng thống phải giải tán Quốc hội.[96]
- Tổng thống cũng có thể giải tán Quốc hội theo đề nghị của thủ tướng. Tổng thống không phải chấp hành đề nghị của thủ tướng trừ phi tin rằng thủ tướng được sự tín nhiệm của Quốc hội.[97] Thủ tướng thường sẽ đề nghị tổng thống giải tán Quốc hội khi muốn tổ chức một cuộc tổng tuyển cử.

Tổng thống không được giải tán Quốc hội sau khi có thông báo về kiến nghị điều tra hành vi của tổng thống được trình trước Quốc hội trừ phi (1) Quốc hội không thông qua nghị quyết nào theo thông báo về kiến nghị; (2) khi Quốc hội đã thông qua nghị quyết, tòa án được thành lập để điều tra các cáo buộc chống lại tổng thống xác định rằng tổng thống vẫn làm việc được hoặc rằng tổng thống không phạm bất cứ cáo buộc nào khác; (3) sau khi tòa án có báo cáo bất lợi cho tổng thống, Quốc hội không thông qua nghị quyết bãi nhiệm tổng thống; hoặc (4) Quốc hội thông qua nghị quyết yêu cầu tổng thống giải tán Quốc hội.
Tổng tuyển cử phải được tổ chức chậm nhất là ba tháng sau khi Quốc hội bị giải tán. Thủ tướng và những bộ trưởng khác trong Nội các tiếp tục giữ chức vụ cho đến khi Quốc hội khóa mới khai mạc kỳ họp đầu tiên sau cuộc tổng tuyển cử.

### Phiên họp

#### Quyền trượng Quốc hội

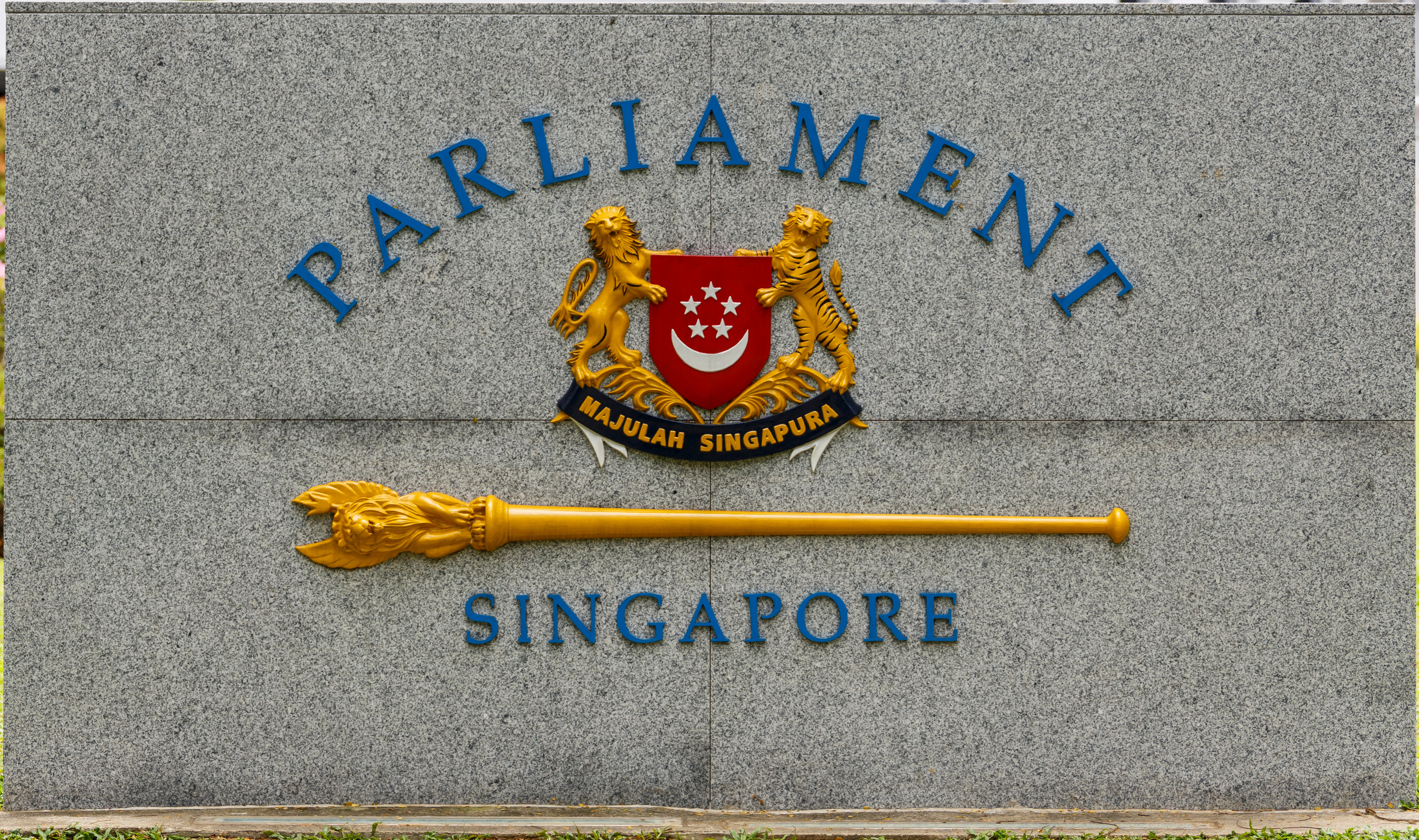
Một biển đá granit bên ngoài Nhà Quốc hội với biểu tượng Quyền trượng Quốc hội

Trừ khi Chủ tịch Quốc hội thông báo khác, phiên họp Quốc hội bắt đầu lúc 1:30 chiều. Đoàn của Chủ tịch Quốc hội đi diễu hành vào hội trường, trong đó Trưởng ban lễ tân Quốc hội vác Quyền trượng Quốc hội trên vai phải đi trước Chủ tịch Quốc hội, Thư ký Quốc hội và các trợ lý của Thư ký Quốc hội. Các nghị sĩ đứng dậy cúi chào Chủ tịch Quốc hội và chủ tịch Quốc hội cúi chào lại. Quyền trượng Quốc hội tượng trưng cho quyền lực của Chủ tịch Quốc hội và là biểu tượng của Trưởng ban lễ tân Quốc hội. Khi Hội đồng Lập pháp, tiền thân của Quốc hội, có được Quyền trượng vào năm 1958, Chủ tịch Hội đồng Lập pháp George Oehlers mời các thành viên "chấp nhận Quyền trượng là một phần thiết yếu của Hội đồng Lập pháp và trong tương lai, Hội đồng Lập pháp không được coi là họp hợp lệ trừ phi Quyền trượng được mang vào Hội đồng Lập pháp trước và đặt trên Bàn". Quyền trượng được đặt trên Bàn Quốc hội ở giữa hội trường giữa các băng ghế phía trước. Bàn Quốc hội có hai bộ giá đỡ. Quyền trượng được đặt trên các giá đỡ phía trên khi Chủ tịch Quốc hội ngồi vào ghế, được chuyển xuống các giá đỡ phía dưới khi Quốc hội họp như một ủy ban và không được mang vào hội trường khi tổng thống phát biểu trước Quốc hội.

#### Thảo luận
Số lượng nghị sĩ tối thiểu để tiến hành công việc tại một phiên họp Quốc hội là một phần tư tổng số nghị sĩ, không tính chủ tịch Quốc hội hoặc người chủ trì thay mặt chủ tịch Quốc hội. Nếu một nghị sĩ cho rằng không có đủ số nghị sĩ thì chủ tịch Quốc hội sẽ đợi hai phút, sau đó tiến hành điểm danh. Trong trường hợp không đủ số nghị sĩ thì chủ tịch Quốc hội phải hoãn phiên họp.
Chỗ ngồi của các nghị sĩ trong hội trường theo sự sắp xếp của Chủ tịch Quốc hội. Những ghế phía trước (gần Bàn Quốc hội nhất) bên phải Chủ tịch Quốc hội là của các bộ trưởng, những ghế bên trái là của các nghị sĩ đối lập hoặc các nghị sĩ ghế sau. Các nghị sĩ được sử dụng một trong bốn ngôn ngữ chính thức của Singapore (tiếng Mã Lai, tiếng Anh, Hán ngữ tiêu chuẩn và tiếng Tamil) khi thảo luận, tranh luận. Vụ Ngôn ngữ của Ban Thư ký Quốc hội thực hiện phiên dịch song song từ tiếng Mã Lai, Hán ngữ tiêu chuẩn và tiếng Tamil sang tiếng Anh và ngược lại.

#### Ngừng họp

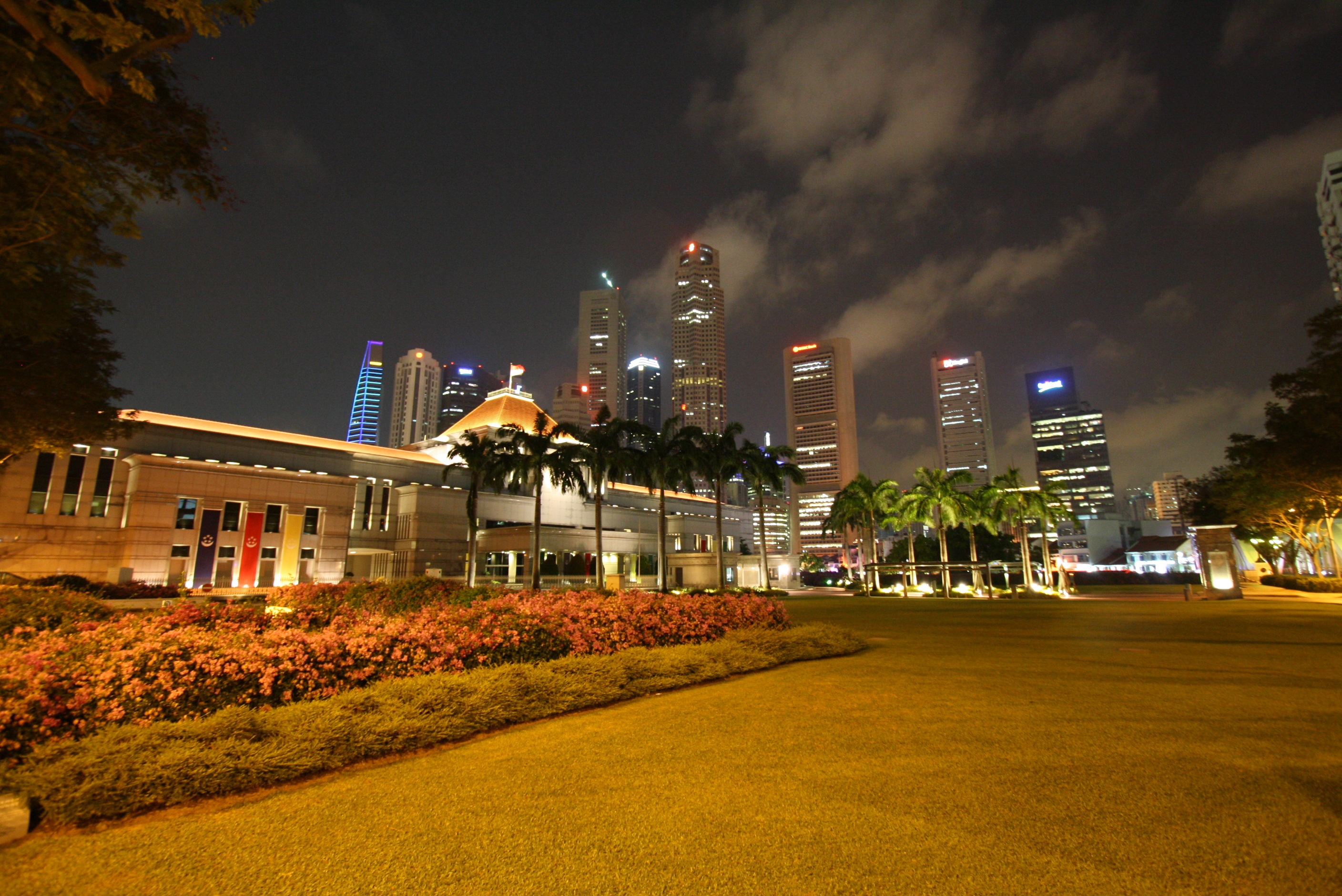
Nhà Quốc hội về đêm.

Quốc hội có thể quyết định ngừng họp bất cứ lúc nào sau 3:15 chiều và tiếp tục họp lúc 3:45 chiều. Chủ tịch Quốc hội cũng có thể quyết định ngừng họp vào những thời điểm khác. 7:00 chiều là "khoảnh khắc gián đoạn": vào thời điểm đó, các vấn đề đang được xem xét cùng với các vấn đề chưa được giải quyết đều bị hoãn lại cho đến ngày họp tiếp theo, trừ phi các nghị sĩ đưa ra các vấn đề đó ấn định ngày họp khác để tiếp tục giải quyết các vấn đề bị hoãn lại. Khi ngừng họp hoặc nếu tất cả các nội dung công việc đã hoàn tất, một bộ trưởng phải đề nghị "Quốc hội ngừng họp ngay". Sau đề nghị đó, các nghị sĩ có thể tiến hành tranh luận trong vòng 20 phút, trong đó một nghị sĩ có thẩm quyền có thể đưa ra bất cứ vấn đề nào mà Nội các chịu trách nhiệm. Mỗi phiên họp, chỉ có một nghị sĩ được quyền kiến nghị Quốc hội ngừng họp.

## Đặc quyền, quyền miễn trừ và quyền hạn
Hiến pháp Singapore quy định Quốc hội có quyền quyết định các đặc quyền, quyền miễn trừ và quyền hạn của Quốc hội. Luật đầu tiên về vấn đề này được Hội đồng Lập pháp Singapore ban hành vào năm 1962. Hiện tại, đặc quyền, quyền miễn trừ và quyền hạn của Quốc hội được quy định tại Luật Quốc hội (Đặc quyền, Quyền miễn trừ và Quyền hạn).
Nhìn chung, các đặc quyền, quyền miễn trừ và quyền hạn của Quốc hội, Chủ tịch Quốc hội, các nghị sĩ và các ủy ban của Quốc hội đều giống như các đặc quyền, quyền miễn trừ và quyền hạn của Hạ viện Anh, Chủ tịch Hạ viện, các hạ nghị sĩ và các ủy ban của Hạ viện khi Singapore được thành lập. Những đặc quyền, quyền miễn trừ và quyền hạn có hiệu lực ngay cả khi không được quy định tại Luật Quốc hội và được các tòa án đương nhiên thừa nhận.

### Đặc quyền và quyền miễn trừ
Luật Quốc hội (Đặc quyền, Quyền miễn trừ và Quyền hạn) quy định nghị sĩ có quyền tự do ngôn luận, thảo luận tại Quốc hội và ngôn luận của nghị sĩ không thể bị luận tội hoặc thẩm vấn tại bất cứ tòa án, ủy ban điều tra hoặc bất cứ nơi nào khác ngoài Quốc hội.
- Khởi tố, truy tố dân sự, hình sự, bắt giam hoặc đòi bồi thường do bất cứ vấn đề hoặc điều gì mà nghị sĩ đó đã đưa ra trước Quốc hội hoặc một ủy ban bằng đơn, dự luật, nghị quyết, kiến nghị hoặc cách khác, hoặc có thể đã nói trước Quốc hội hoặc một ủy ban.[114]
- Yêu cầu làm hội thẩm tại bất cứ tòa án nào.[115]
- Buộc phải làm nhân chứng tại bất kỳ tòa án nào hoặc tại bất cứ ủy ban điều tra nào hoặc trước bất cứ cơ quan có thẩm quyền tương tự nào được trao quyền triệu tập nhân chứng, trong khi đang tham dự phiên họp Quốc hội hoặc bất cứ ủy ban nào.[116]
- Bắt giam hoặc quấy rối liên quan đến bất cứ vấn đề nào của một vụ việc dân sự trong khi đi đến, tham dự, hoặc trở về từ phiên họp Quốc hội hoặc ủy ban, ngoại trừ trường hợp vi phạm Luật Quốc hội.[117]

Không được tống đạt giấy tờ dân sự hoặc hình sự đến một nghị sĩ trong Quốc hội hoặc khu vực của Quốc hội trong khi Quốc hội đang họp, hoặc trong phòng họp trong Quốc hội trong khi một ủy ban đang họp, ngoại trừ trường hợp vi phạm Luật Quốc hội.
Không được khởi tố, truy tố, dân sự, hình sự, bắt giam hoặc đòi bồi thường người nào do bất cứ hành vi nào được thực hiện theo yêu cầu của Quốc hội hoặc Chủ tịch Quốc hội trong phạm vi thẩm quyền của Quốc hội hoặc chủ tịch Quốc hội hoặc theo bất cứ lệnh nào được ban hành theo thẩm quyền đó.

### Quyền hạn

#### Đối với nghị sĩ

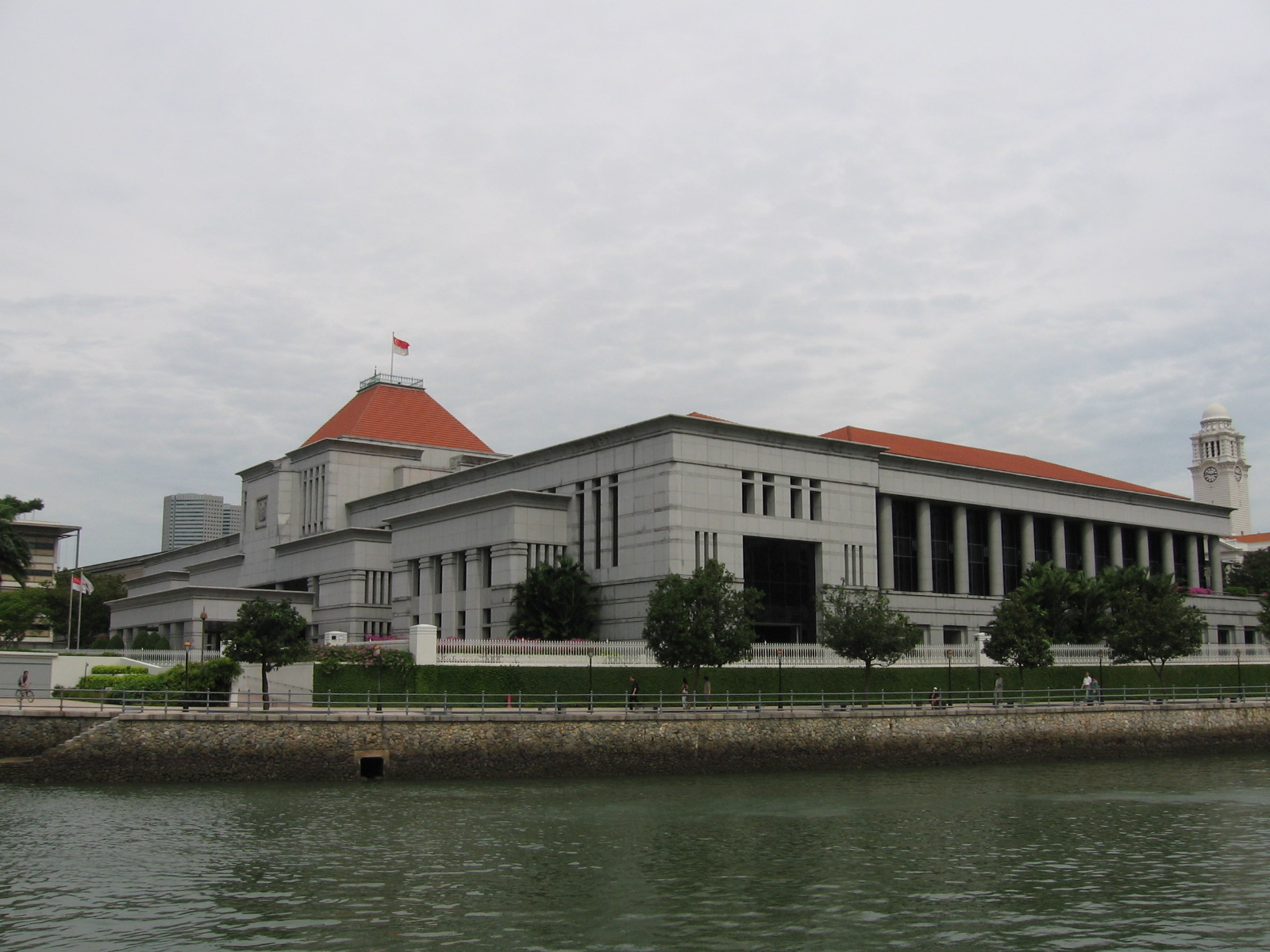
Nhà Quốc hội nhìn từ sông Singapore, tháng 12 năm 2005

Nếu một nghị sĩ có hành vi vô danh dự, lạm dụng đặc quyền hoặc khinh thường Quốc hội thì Quốc hội có thể:
- phạt tù có thời hạn không quá kỳ họp hiện tại của Quốc hội;
- phạt tiền không quá 50.000 đô la Singapore;
- đình chỉ việc thực hiện nhiệm vụ, quyền hạn của nghị sĩ trong thời gian còn lại của kỳ họp hiện tại của Quốc hội hoặc bất cứ phần nào của kỳ họp đó;[121] và
- yêu cầu Chủ tịch Quốc hội khiển trách hoặc cảnh cáo nghị sĩ đó.

Trong trường hợp một nghị sĩ lạm dụng đặc quyền liên quan đến phát ngôn của nghị sĩ đó tại Quốc hội thì Quốc hội có quyền đình chỉ các đặc quyền và quyền miễn trừ liên quan đến trách nhiệm đối với vụ việc dân sự.

#### Đối với viên chức của Quốc hội và người lạ
Quốc hội có quyền đuổi viên chức của Quốc hội hoặc người lạ (tức là một người không phải là nghị sĩ hoặc viên chức của Quốc hội) ra khỏi phiên họp Quốc hội và quy định việc người lạ tham dự phiên họp Quốc hội.
Nếu một người lạ có hành vi khinh thường Quốc hội thì Quốc hội có thể:
- phạt tù có thời hạn không quá kỳ họp hiện tại của Quốc hội;
- phạt tiền không quá 50.000 đô la Singapore;
- đuổi người đó ra khỏi Quốc hội và các khu vực xung quanh Quốc hội trong thời gian còn lại của kỳ họp hiện tại của Quốc hội hoặc trong bất cứ phần nào của kỳ họp đó; và
- yêu cầu Chủ tịch Quốc hội khiển trách hoặc cảnh cáo người đó tại Thanh chắn Quốc hội. Thanh chắn Quốc hội là rào cản trong hội trường mà chỉ các nghị sĩ mới được phép đi qua trong phiên họp.[125]

#### Những quyền hạn khác
Quốc hội và ủy ban của Quốc hội cũng có những quyền hạn sau đây:
- Ra lệnh cho một người phải có mặt trước Quốc hội hoặc trước một ủy ban của Quốc hội và xuất trình bất cứ giấy tờ, sổ sách, hồ sơ hoặc tài liệu nào mà người đó sở hữu.[126]
- Yêu cầu xác minh bất cứ sự kiện, vấn đề và sự vật nào liên quan đến chủ đề điều tra hoặc thẩm vấn nhân chứng; và yêu cầu nhân chứng phải tuyên thệ hoặc khẳng định khi được thẩm vấn.[127]

## Danh sách các khóa Quốc hội
Đại đa số       Đa số       Nhiều ghế nhất       Thiểu số lớn nhất
| Khóa (Bầu cử) | Bầu cử phụ     | Thành phần (khi khai mạc) | Chủ tịch Quốc hội                                                                                 | Thủ tướng                                                                                             | Lãnh đạo phe đối lập                                                                                      | Đảng Hành động Nhân dân | Đảng Công nhân | Đảng Dân chủ | Đảng Nhân dân | Liên minh Dân chủ | Đảng Tiền tiến | Mặt trận Xã hội chủ nghĩa | Đảng Liên hiệp Nhân dân |
| ------------- | -------------- | ------------------------- | ------------------------------------------------------------------------------------------------- | --- | --- | ----------------------- | -------------- | ------------ | ------------- | ----------------- | -------------- | ------------------------- | ----------------------- |
| 1 (1963)      | 1965 1966 1967 | 14:37                     | E. W. Barker (1963–64) A. P. Rajah (1964–66) P. Coomaraswamy (1966–68)                            | Lý Quang Diệu (Đảng Hành động Nhân dân)                                                               | Lim Huan Boon (1963–65)(Mặt trận Xã hội chủ nghĩa)                                                        | 37↓ 38↓ 44↓ 49          | –              | –            | –             | –                 | –              | 13↓ 6↓ 2                  | 1↓ 0                    |
| 2 (1968)      | 1970           | 0:58                      | P. Coomaraswamy (1968–70) Dương Cẩm Thành (1970–72)                                               | Lý Quang Diệu (Đảng Hành động Nhân dân)                                                               | | 58                      | –              | –            | –             | –                 | –              | –                         | –                       |
| 3 (1972)      | –              | 0:65                      | Dương Cẩm Thành                                                                                   | Lý Quang Diệu (Đảng Hành động Nhân dân)                                                               | – | 65↓ 64                  | –              | –            | –             | –                 | –              | –                         | –                       |
| 4 (1976)      | 1977 1979      | 0:69                      | Dương Cẩm Thành                                                                                   | Lý Quang Diệu (Đảng Hành động Nhân dân)                                                               | | 69↓ 68                  | –              | –            | –             | –                 | –              | –                         | –                       |
| 5 (1980)      | 1981           | 0:75                      | Dương Cẩm Thành                                                                                   | Lý Quang Diệu (Đảng Hành động Nhân dân)                                                               | J. B. Jeyaretnam (Đảng Công nhân Singapore)                                                               | 75↓ 74↓ 73              | 0↓ 1           | –            | –             | –                 | –              | –                         | –                       |
| 6 (1984)      | –              | 2:77                      | Dương Cẩm Thành                                                                                   | Lý Quang Diệu (Đảng Hành động Nhân dân)                                                               | J. B. Jeyaretnam (1984–86) (Đảng Công nhân Singapore) Chiêm Thời Trung (1986–88) (Đảng Dân chủ Singapore) | 77↓ 76                  | 1↓ 0           | 1            | –             | –                 | –              | –                         | –                       |
| 7 (1988)      | –              | 1:1:80                    | Trần Thụ Quần                                                                                     | Lý Quang Diệu (1988–90) (Đảng Hành động Nhân dân) Ngô Tác Đống (1990–91) (Đảng Hành động Nhân dân)    | Chiêm Thời Trung (Đảng Dân chủ Singapore)                                                                 | 80                      | 1 NCMP         | 1            | –             | –                 | –              | –                         | –                       |
| 8 (1991)      | 1992           | 0:4:77                    | Trần Thụ Quần                                                                                     | Ngô Tác Đống (Đảng Hành động Nhân dân)                                                                | Chiêm Thời Trung (1991–93) (Đảng Dân chủ Singapore) Lâm Hiếu Chuân (1993–97) (Đảng Dân chủ Singapore)     | 77↓ 76↓ 75              | 1              | 3            | –             | –                 | –              | –                         | –                       |
| 9 (1997)      |                | 1:2:81                    | Trần Thụ Quần                                                                                     | Ngô Tác Đống (Đảng Hành động Nhân dân)                                                                | Chiêm Thời Trung (Đảng Nhân dân Singapore)                                                                | 81↓ 80                  | 1 1 NCMP       | 1            | –             | –                 | –              | –                         | –                       |
| 10 (2001)     | –              | 1:2:82                    | Abdullah Tarmugi                                                                                  | Ngô Tác Đống (2001–04) (Đảng Hành động Nhân dân) Lý Hiển Long (2004–06) (Đảng Hành động Nhân dân)     | Chiêm Thời Trung (Đảng Nhân dân Singapore)                                                                | 82                      | 1              | –            |               | 1 1 NCMP          | –              | –                         | –                       |
| 11 (2006)     | –              | 1:2:82                    | Abdullah Tarmugi                                                                                  | Lý Hiển Long (Đảng Hành động Nhân dân)                                                                | Lưu Trình Cường (Đảng Công nhân Singapore)                                                                | 82↓ 81↓ 80              | 1 1 NCMP       | –            |               | 1                 | –              | –                         | –                       |
| 12 (2011)     | 2012 2013      | 3:6:81                    | Michael Palmer (2011–12) Charles Chong (2012–13, quyền chủ tịch Quốc hội) Halimah Yacob (2013–15) | Lý Hiển Long (Đảng Hành động Nhân dân)                                                                | Lưu Trình Cường (Đảng Công nhân Singapore)                                                                | 81↓ 80↓ 79              | 6↓ 7 2 NCMPs   | –            | 1 NCMP        | –                 | –              | –                         | –                       |
| 13 (2015)     | 2016           | 3:6:83                    | Halimah Yacob (2015–17) Trần Xuyên Nhân (2017– 2020)                                              | Lý Hiển Long (Đảng Hành động Nhân dân)                                                                | Lưu Trình Cường (2015–18) (Đảng Công nhân Singapore) Pritam Singh (2018–20) (Đảng Công nhân Singapore)    | 83↓ 82                  | 6 3 NCMPs      | –            | –             | –                 | –              | –                         | –                       |
| 14 (2020)     | –              | 2:10:83                   | Trần Xuyên Nhân (2020–2023) Tạ Kiện Bình (2023-hiện tại)                                          | Lý Hiển Long (2000-24) Đảng Hành động Nhân dân Hoàng Tuần Tài (2024-hiện tại) Đảng Hành động Nhân dân | Pritam Singh (Đảng Công nhân Singapore)                                                                   | 83↓ 82↓ 81↓ 79          | 10↓ 9↓ 8       | –            | –             | –                 | 2 NCMPs        | –                         | –                       |

## Nhà Quốc hội

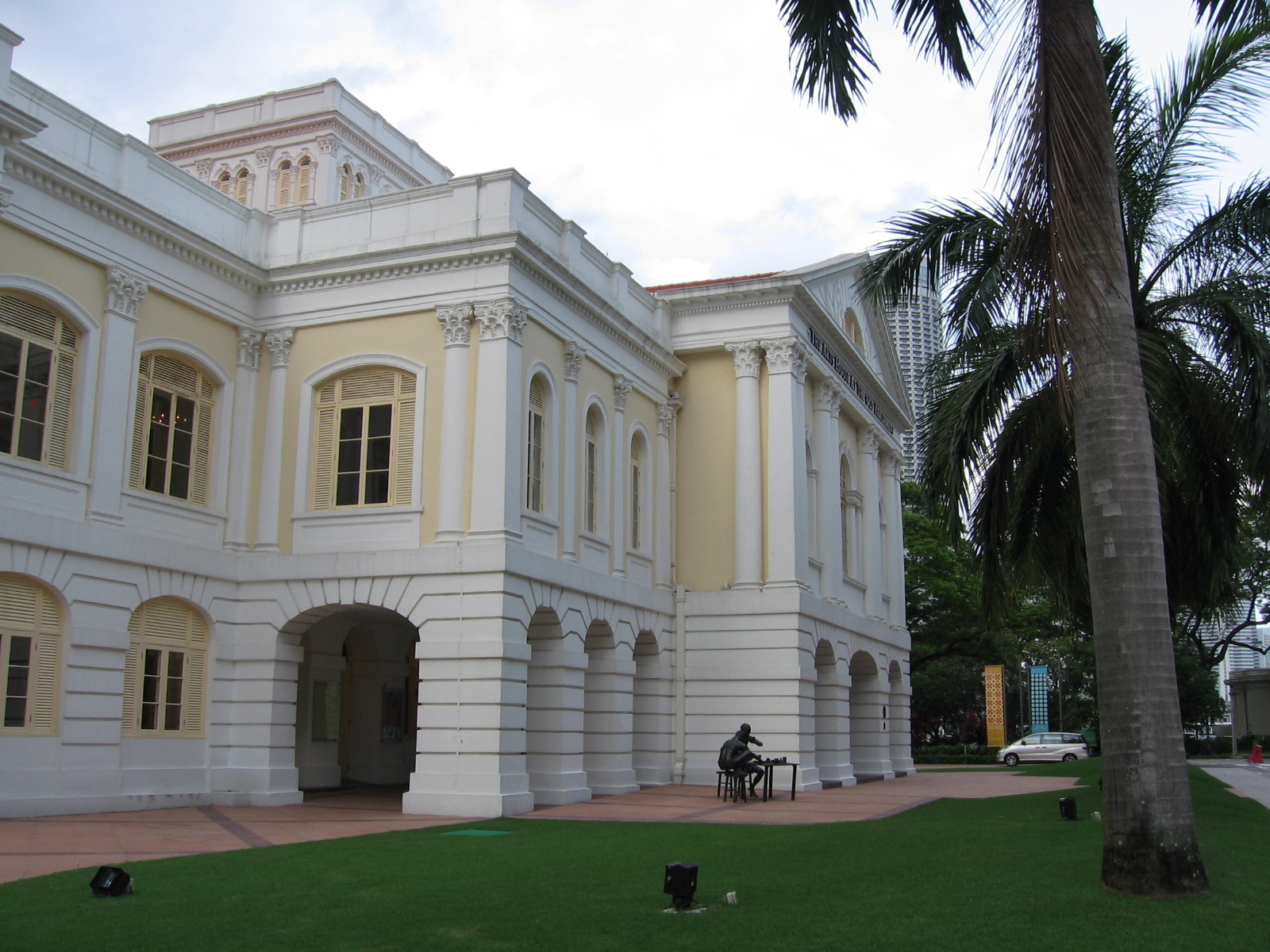
Tòa nhà Quốc hội cũ là trụ sở cơ quan nhà nước lâu đời nhất của Singapore, được xây dựng vào năm 1827. Từ năm 1954 đến năm 1999, tòa nhà là trụ sở làm việc của Quốc hội Singapore.

Từ năm 1954 đến năm 1999, Quốc hội Singapore họp tại Nhà Quốc hội cũ. Tòa nhà nguyên là một tư dinh của một thương gia tên là John Argyle Maxwell, do George Drumgoole Coleman thiết kế theo lối kiến trúc Palladio. Maxwell không sống tại dinh thự mà cho chính phủ Singapore thuê làm một trụ sở tòa án. Tháng 10 năm 1842, tòa nhà được Thống đốc George Bonham và Công ty Đông Ấn Anh mua lại. Cho đến năm 1865 và từ năm 1875 đến năm 1939, tòa nhà là trụ sở tòa án. Sau khi Tòa án tối cao chuyển vào trụ sở mới, tòa nhà rơi vào tình trạng hư hỏng. Trong Chiến tranh thế giới thứ hai, tòa nhà được dùng làm một nhà kho.
Năm 1953, Thống đốc John Nicoll quyết định cải tạo tòa nhà thành trụ sở của cơ quan lập pháp. Tòa nhà được đổi tên thành Nhà Hội đồng Lập pháp và được khánh thành vào ngày 9 tháng 7 năm 1954. Hội đồng Lập pháp họp lần đầu tiên tại tòa nhà vào ngày 20 tháng 7. Từ năm 1955, tòa nhà được Hội đồng Lập pháp mới của Singapore sử dụng và được đổi tên thành Nhà Quốc hội khi Singapore trở thành nước độc lập vào năm 1965. Năm 1988, hội trường của tòa nhà được cải tạo toàn diện để tăng số chỗ ngồi lên 90 ghế. Tuy nhiên, vì việc mở rộng gây khó chịu cho các nghị sĩ và làm thay đổi cấu trúc của hội trường nên chính phủ quyết định xây dựng Nhà Quốc hội mới vào năm 1992. Nhà Quốc hội mới được hoàn thành vào tháng 7 năm 1999 và được khánh thành vào ngày 6 tháng 9 năm 1999 với một phiên họp đặc biệt bắt đầu tại Nhà Quốc hội cũ, sau đó các nghị sĩ đi bộ từ trụ sở cũ sang trụ sở mới và kết thúc tại Nhà Quốc hội mới. Ba vật dụng từ Nhà Quốc hội cũ cũ được chuyển đến Nhà Quốc hội mới: Quyền trượng Quốc hội, Bàn Quốc hội và ghế Chủ tịch Quốc hội. Nhà Quốc hội cũ được mở cửa trở lại vào tháng 3 năm 2004 như một địa điểm biểu diễn.